# Perspektive in der Kunst

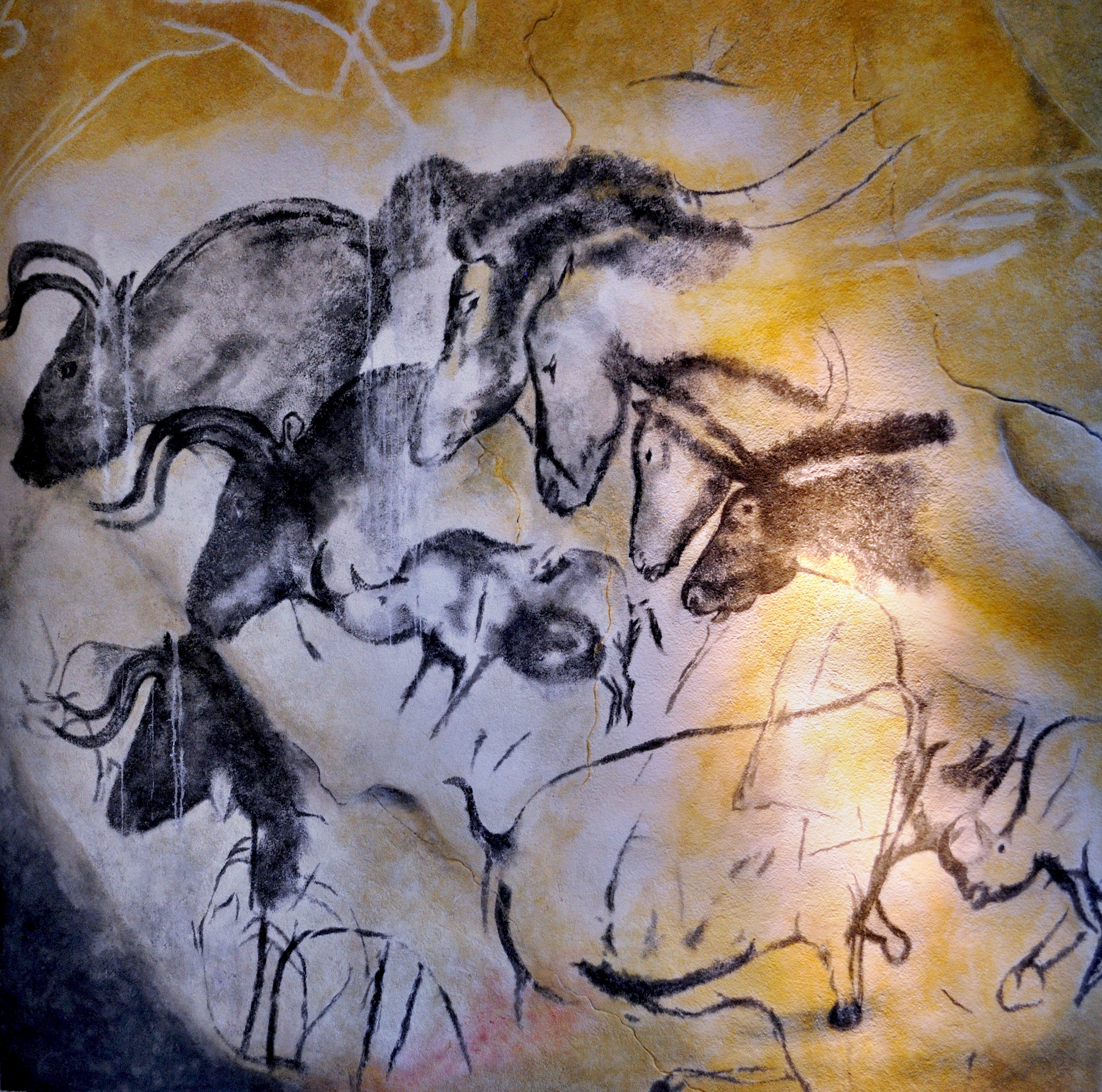
Verdeckung. Replik der Höhlenmalerei in der Chauvet-Höhle, ca. 31.000 v. Chr.

Die Perspektive ist ein wesentlicher Bestandteil der Komposition in der Kunst (Grafik, Malerei, Skulptur, Zeichnung), wie auch in Architektur, Fotografie und im Design. Künstlerinnen und Künstler nutzen die Perspektive, um den Blick der Betrachterin und des Betrachters zu lenken und um eine realistisch wirkende Illusion oder ein anderes, beabsichtigtes Bild von Raum und Tiefe zu schaffen. Die Perspektive ist eine Schöpfung der Kunst, die vor der Wissenschaft (Mathematik, darstellende Geometrie) da war.

## Vorgeschichte und Frühe Hochkulturen

### Steinzeit

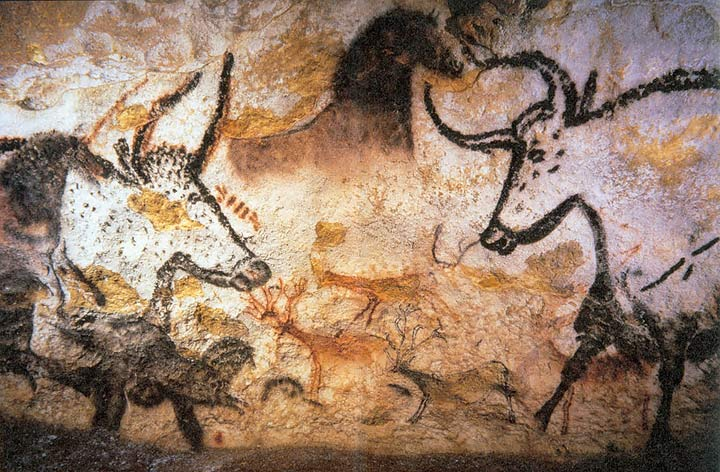
Höhenstaffelung und Größenperspektive. Felsbild in der Höhle von Lascaux, Frankreich. Zwischen 17.000 und 15.000 v. Chr.

Bei den Höhlenmalereien handelt es sich meist um flächige, kolorierte Darstellungen von Menschen und Tieren in Profilansicht. Daneben finden sich einfache Mittel der Raumdarstellung wie Höhenstaffelung, Größenperspektive oder Verdeckung. Erste Ansätze finden sich bereits vor rund 30.000 Jahren in Gemälden von Tiergruppen in den frankokantabrischen Höhlenbildern, etwa in der Grotte von Chauvet. Ob die Malenden bewusst eine naturalistische Raumdarstellung anstrebten, ob die Bedeutung eher symbolisch und rituell war oder ob die Gestaltung nur zufällig entstand, ist in der archäologischen Forschung umstritten.

### Mesopotamien und Ägypten
Die mesopotamische und altägyptische Kunst ist weitgehend flächig. Personen und Gegenstände sind auf derselben Ebene, in Bändern, nebeneinander auf Standlinien und vor einfarbigem Hintergrund angeordnet. Häufig findet sich die Bedeutungsperspektive. Das heißt, höher gestellte Personen wie Götter, Pharaonen oder hohe Beamte sind größer dargestellt als Untergebene wie Diener, Feinde oder Soldaten. Bei der menschlichen Figur werden meist Kopf, Hüfte und Beine in Profilansicht, ein Auge, Schultern und Brust von vorn dargestellt (Frontalansicht), um jeweils das Wesentliche hervorzuheben (verdrehte Perspektive). Manche Personen sind komplett von der Seite dargestellt. Daneben gibt es zuweilen Verdeckungen. 

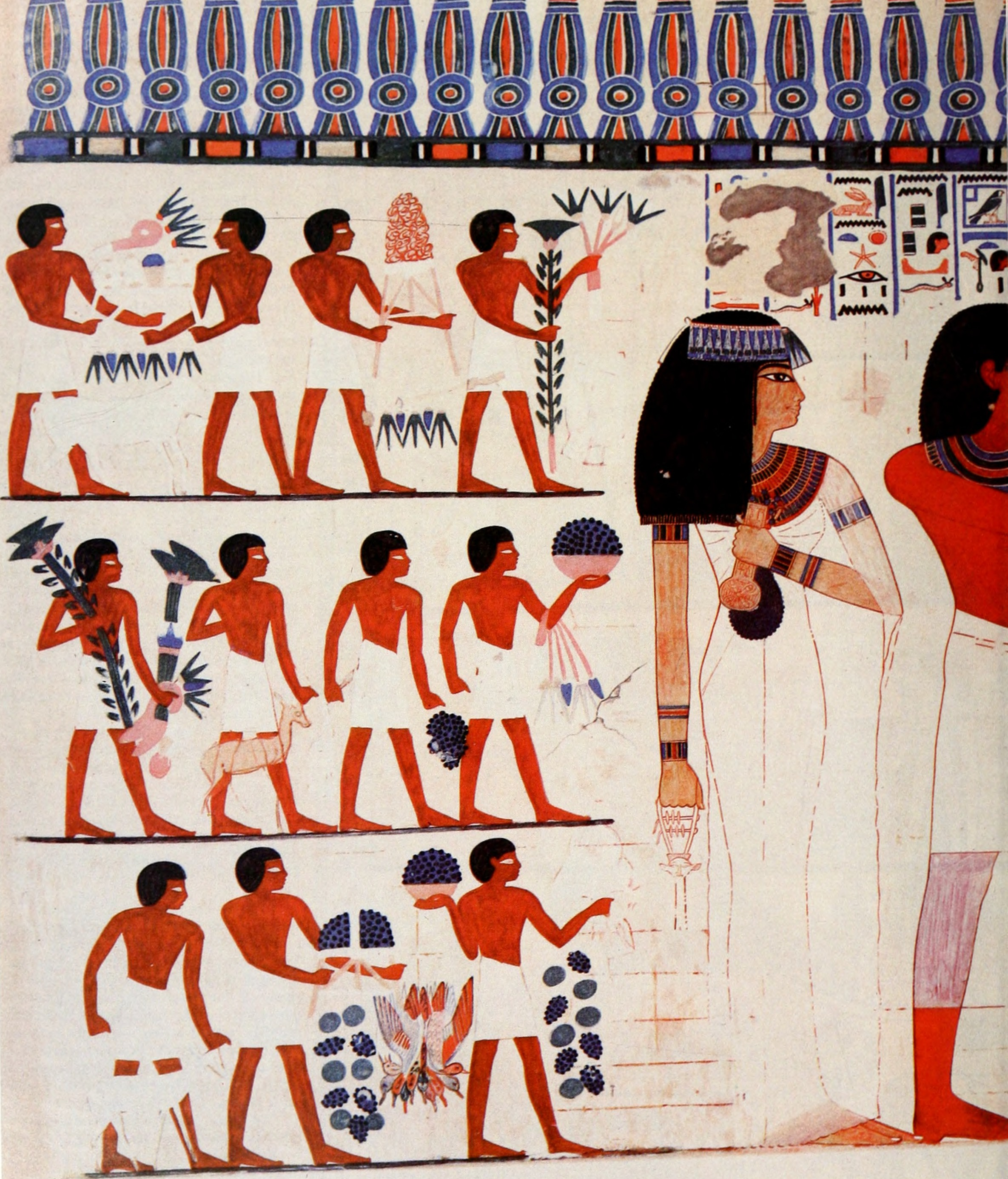
Personen auf Standlinien und Bedeutungsperspektive. Grab des Nacht. Taui und Nacht beim Opfern. Original ca. 1410–1370 v. Chr.
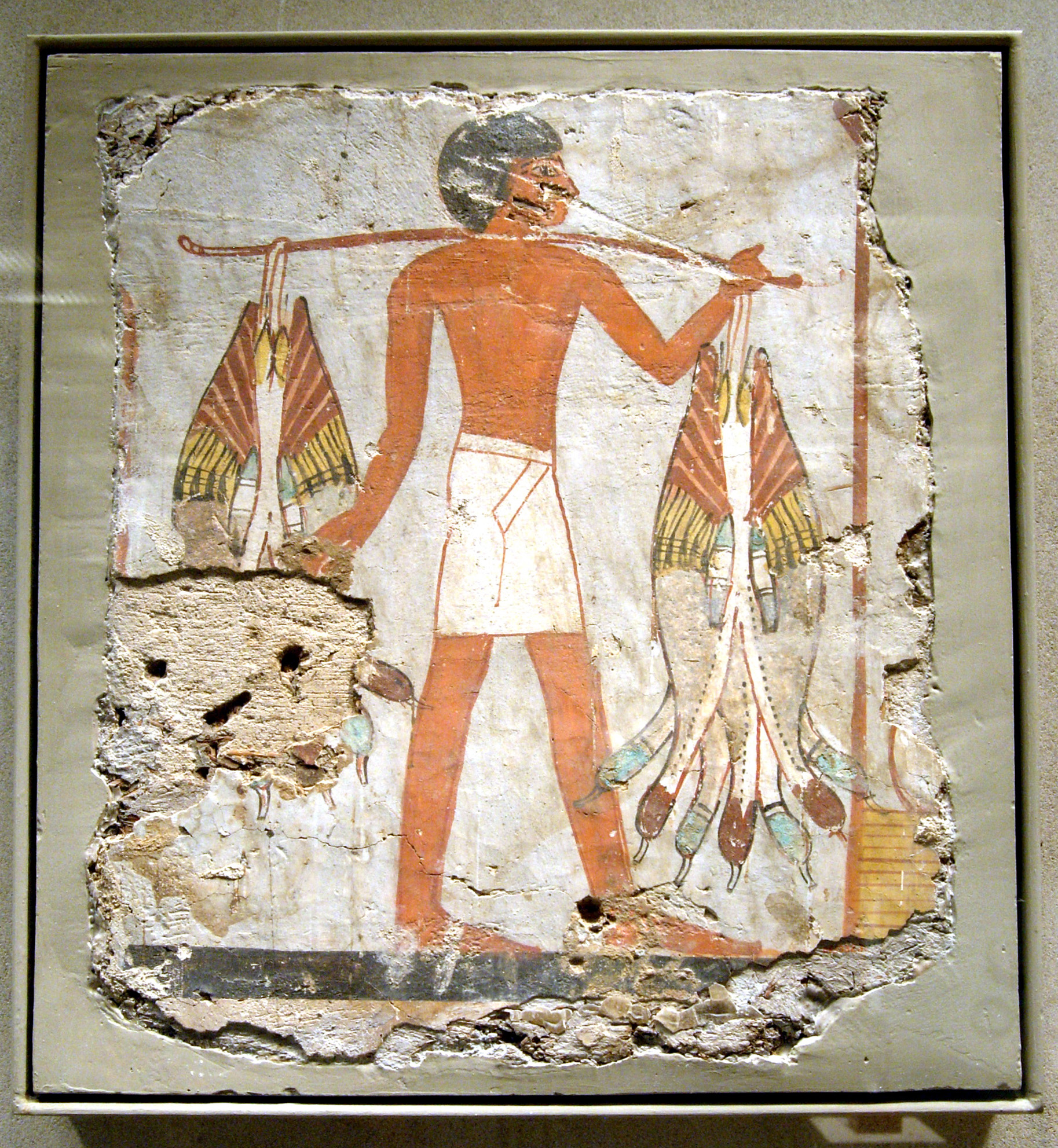
Verdrehte Perspektive. Mann, der Enten trägt. ca. 1550–1295 v. Chr.
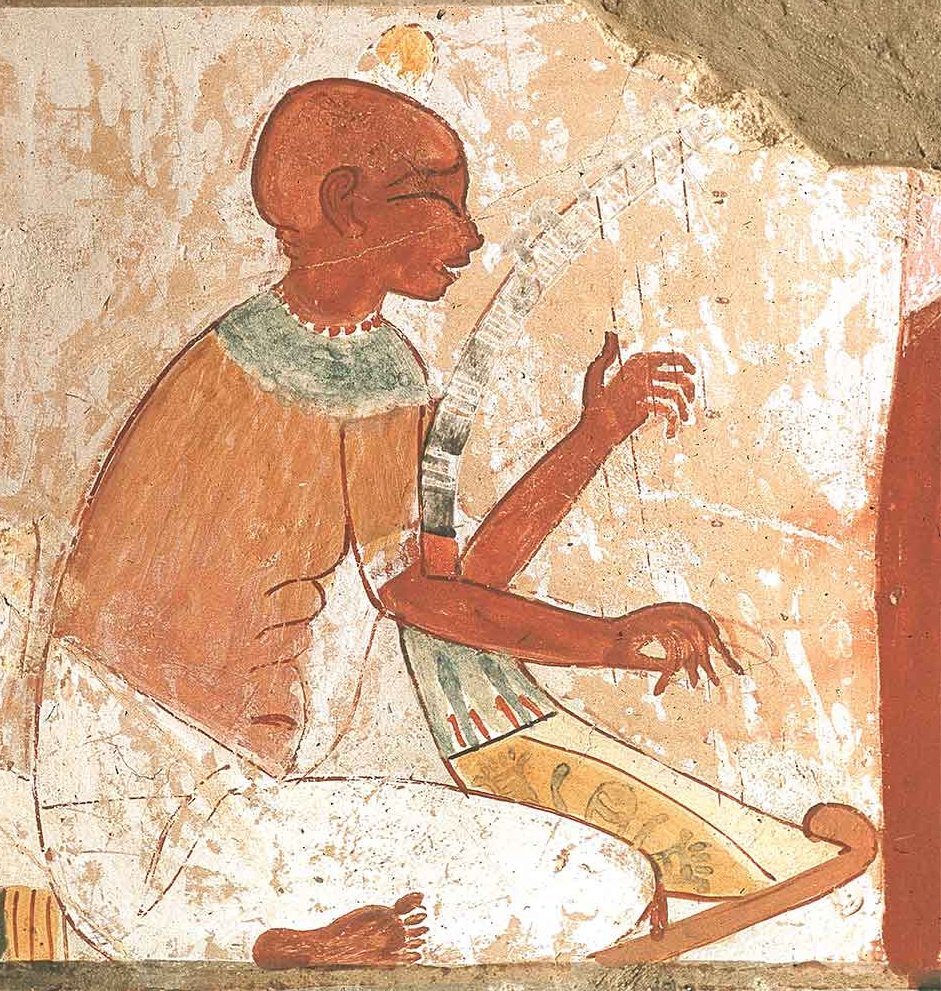
Profilansicht. Blinder Harfenspieler im Grab des ägyptischen Beamten Nacht, ca. 1401–1388 v. Chr.
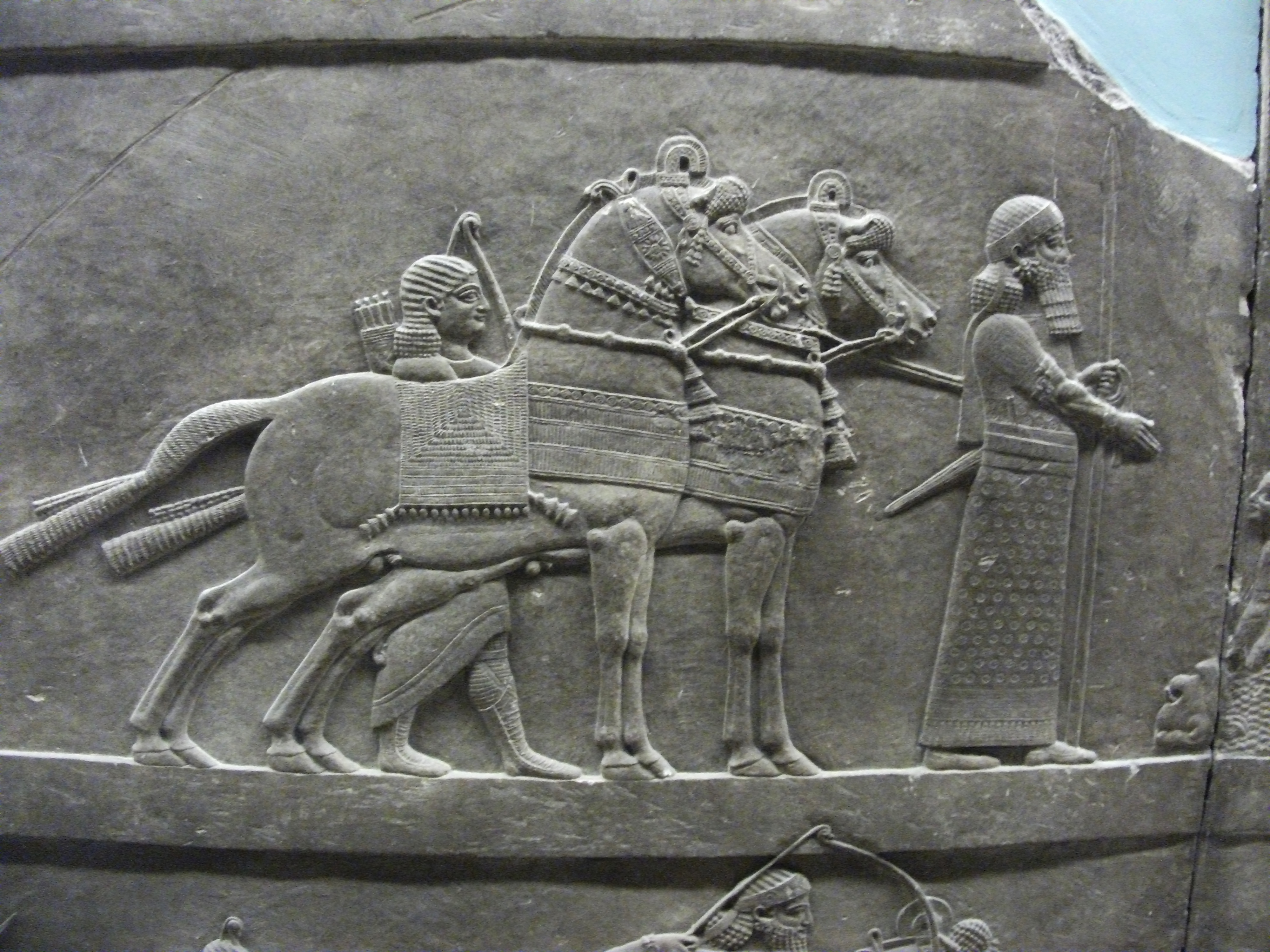
Verdeckung. Zwei Pferde mit König Assurbanipal. Neuassyrisches Wandrelief (Paneele), um 650 v. Chr.
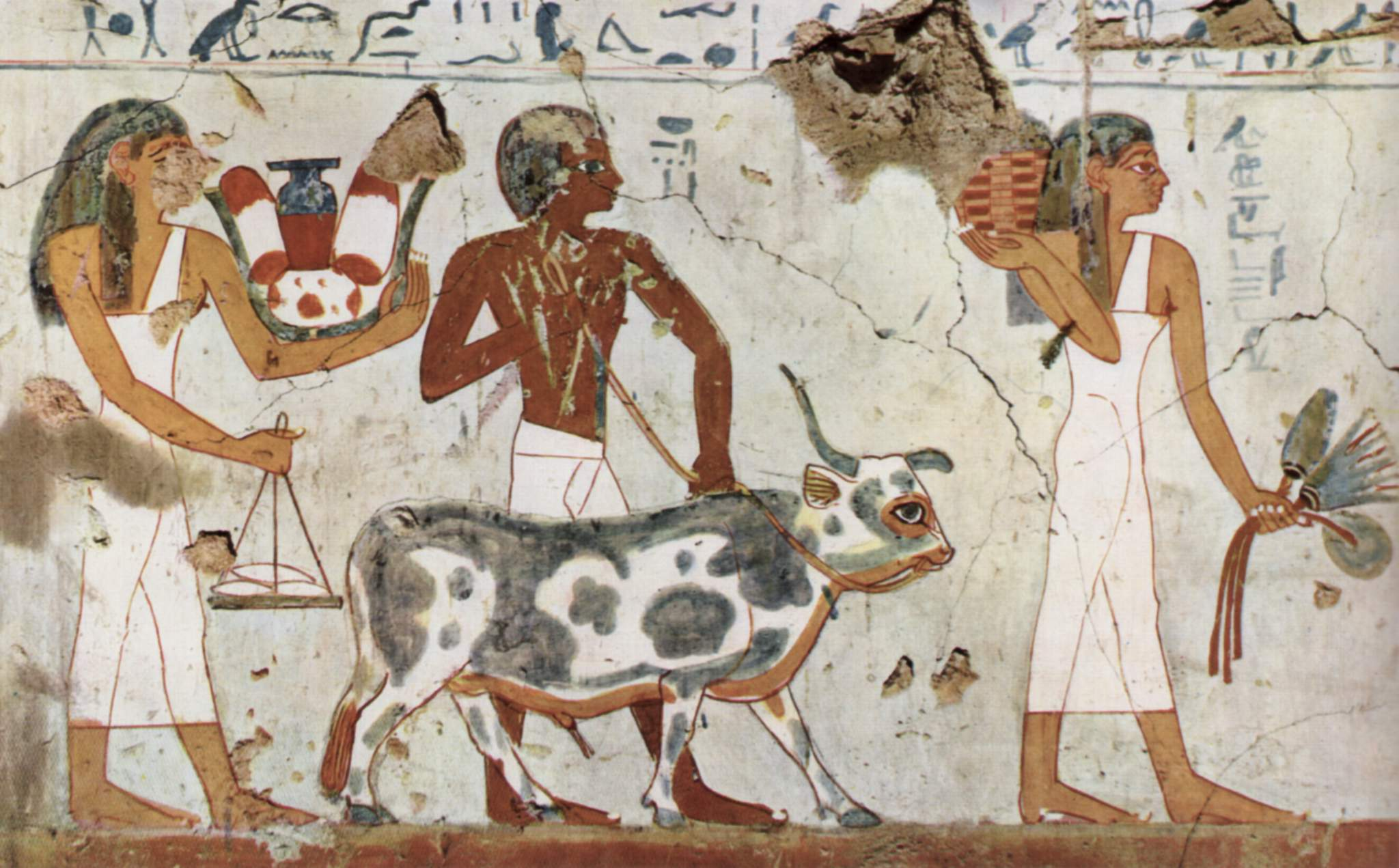
Verdeckung. Mann hinter einem Opferstier. Grab des Amenemhêt, ca. 1500–1450 v. Chr.

## Antike

### Griechenland
In einer geometrischen Phase im 5. Jahrhundert v. Chr. sind die Darstellungen in der griechischen Vasenmalerei flächig. Figuren und Gegenstände sind schematisch dargestellt und nebeneinander angeordnet. Die eigentliche Raumdarstellung beginnt damit, dass einzelne Körperteile von Menschen oder Waffen perspektivisch verkürzt dargestellt sind. Ein Fuß zum Beispiel ist nicht von der Seite zu sehen, sondern von vorne.

In einer klassischen Phase ab etwa 460 v. Chr. entstehen wirklichkeitsnahe Architekturmalereien. Ausgangspunkt waren Bühnenbilder (Skenografie; englisch: scenography), in denen Maler perspektivische Gesetzmäßigkeiten anwandten. Die Front eines Gebäudes ist frontal und unverzerrt abgebildet (Frontperspektive). In den unteren Bereichen und bei kleineren Details verlaufen die Tiefenlinien parallel. In den oberen Bereichen der Komposition steigen die Tiefenlinien im unteren Bildteil an und fallen im oberen Bereich ab (konvergente Projektion). Der griechische Maler Agatharchos (ca. 480–420 v. Chr.) hat laut dem römischen Architekten Vitruv (um 100 v. Chr.) eine verloren gegangene Abhandlung über die perspektivisch-illusionistische Bühnenmalerei geschrieben. Es gibt allerdings keine Beweise dafür, inwieweit die Griechen die genauen mathematischen Gesetze (mit Horizont und Fluchtpunkt) kannten. Der griechische Maler Apollodor von Athen (5. Jahrhundert v. Chr.) soll die Beleuchtungsperspektive (Skiagraphie = Schattenzeichnung) entwickelt haben, um Körper plastisch aussehen zu lassen.

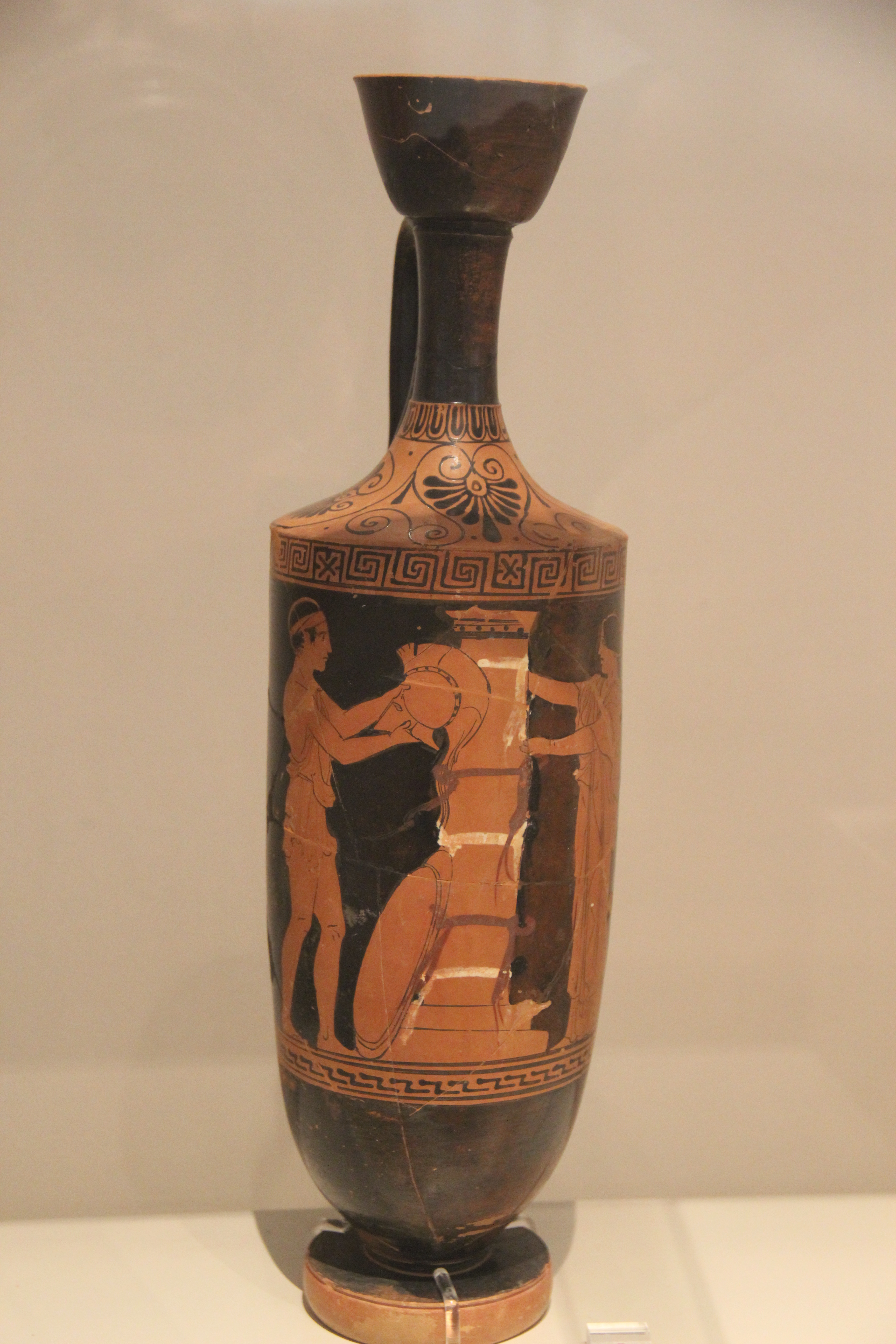
Perspektivische Verkürzung. Der an der Säule angelehnte Schild ist perspektivisch verkürzt als Oval dargestellt.
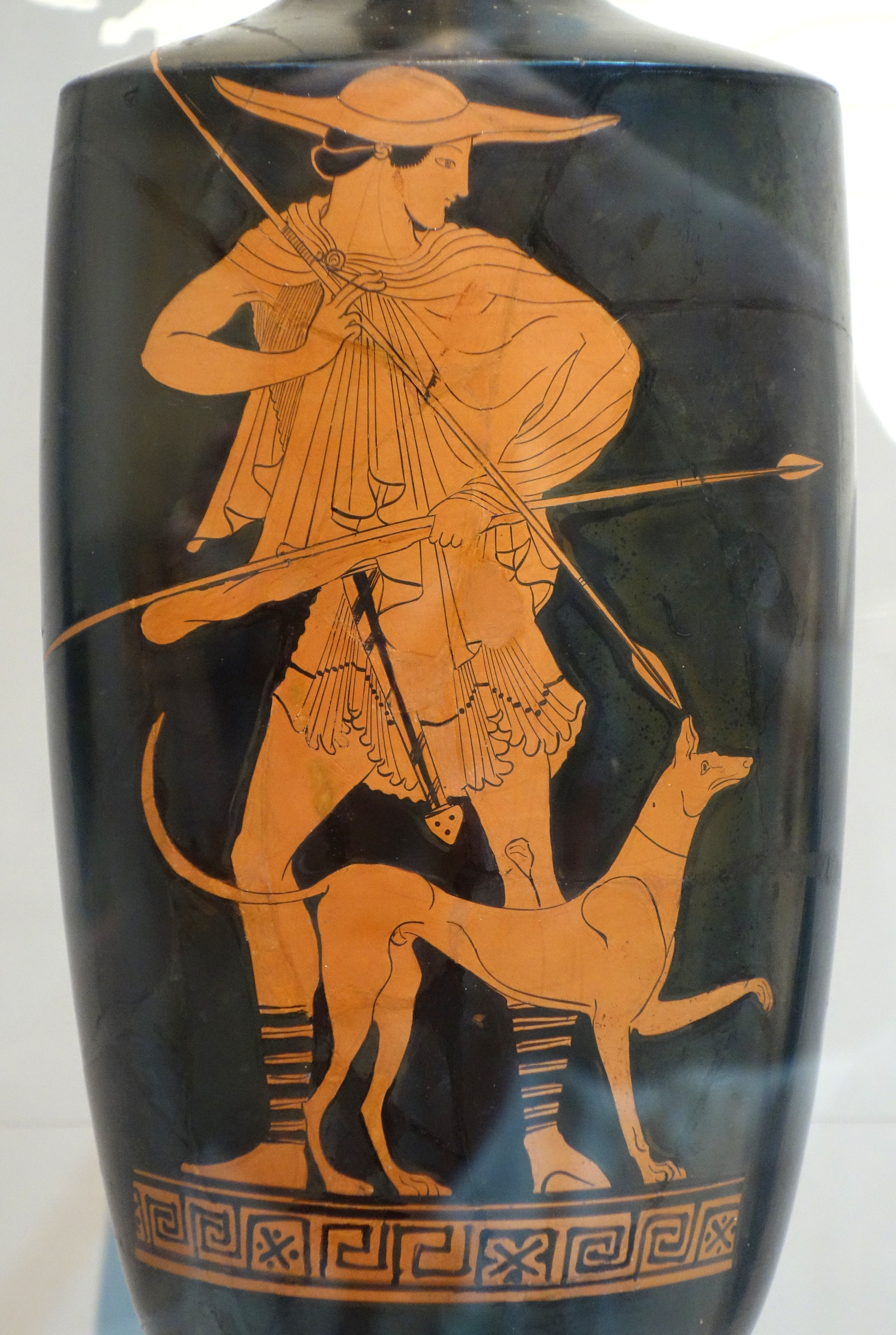
Perspektivische Verkürzung. Der linke Fuß des Jägers (rechts dargestellt) ist von vorne perspektivisch verkürzt dargestellt. Rotfiguriger Lekythos (Ölflasche).
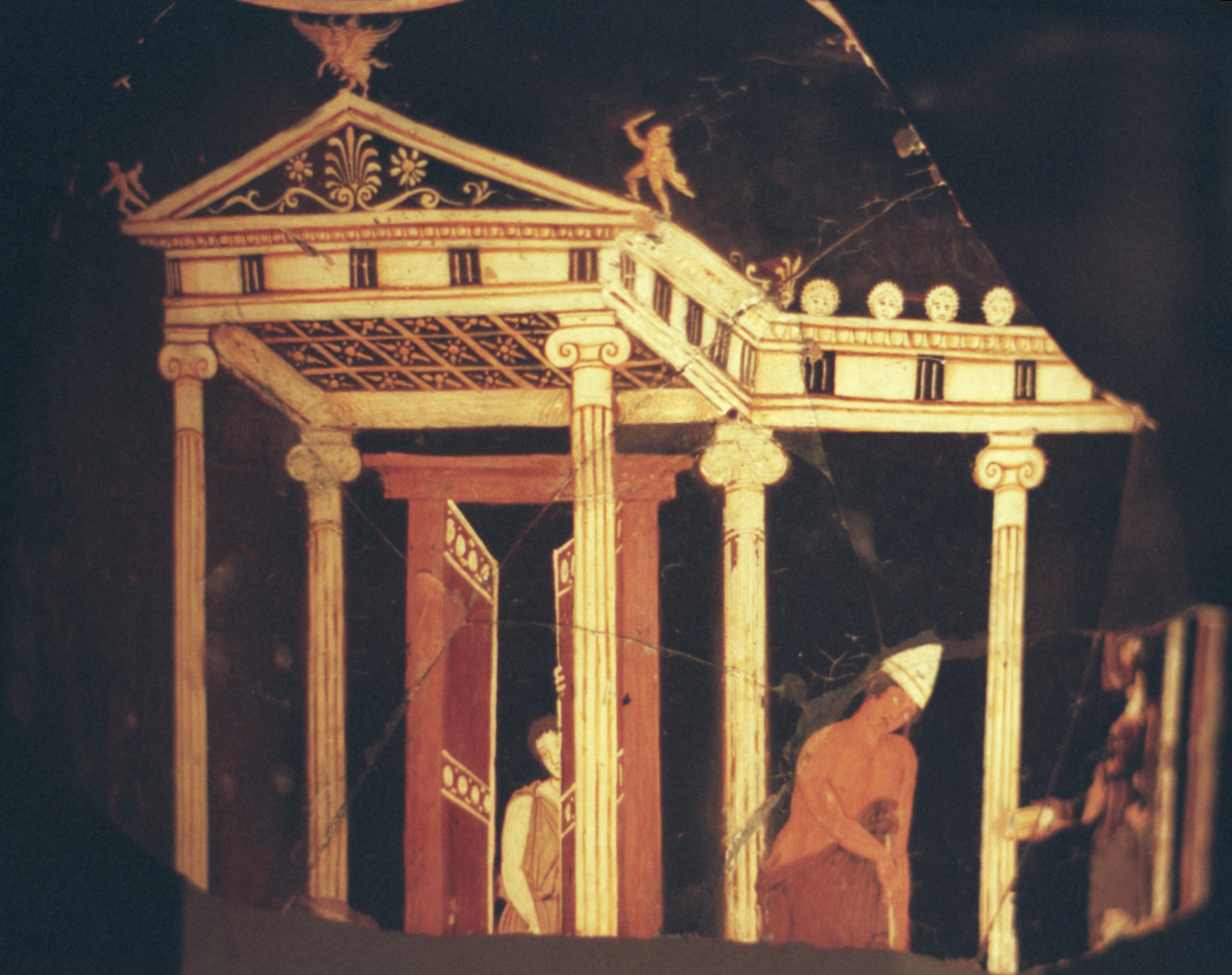
Frontperspektive. Bruchstück eines Kraters, sogenannte Theaterscherbe, ca. 350 v. Chr.
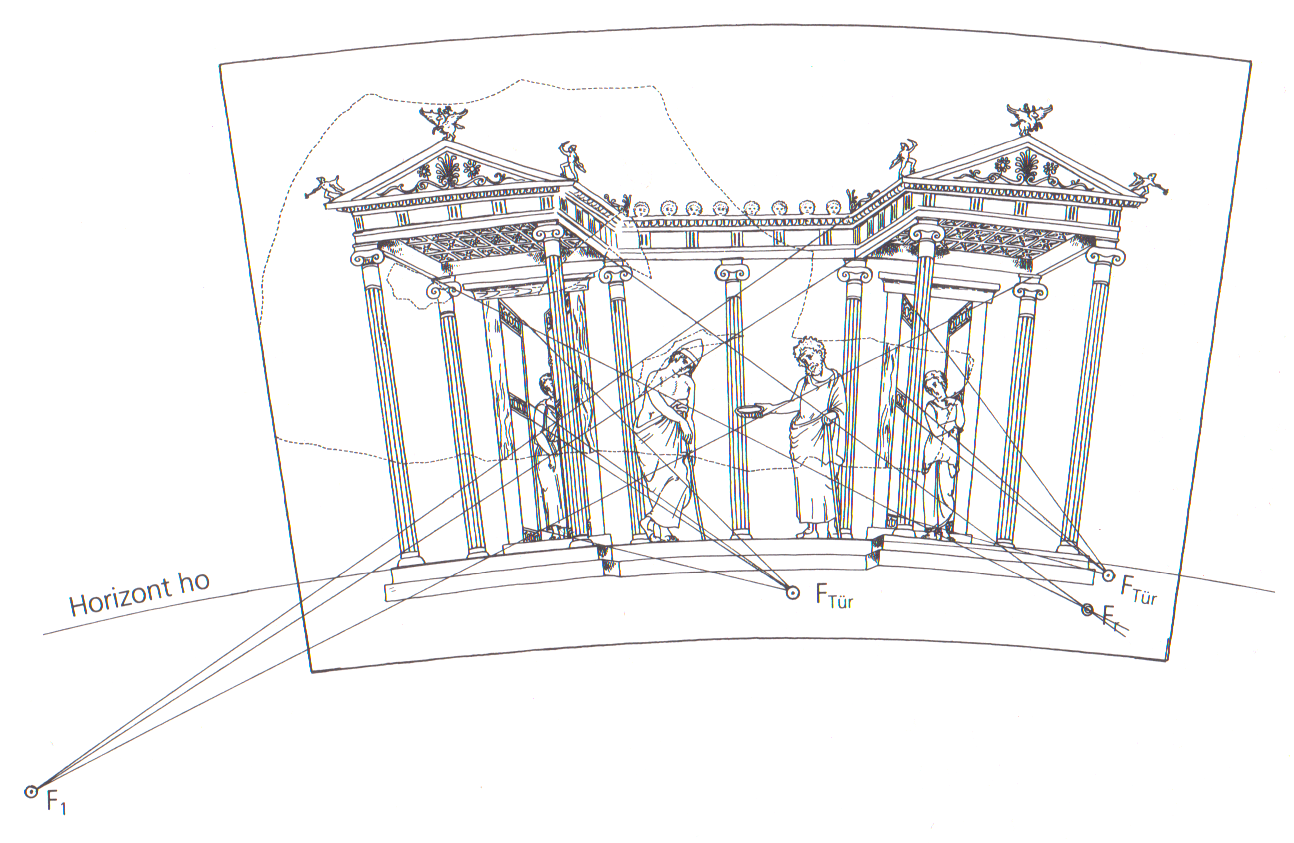
Perspektive mit verschiedenen Fluchtpunkten. Rekonstruktion des nebenan abgebildeten Krater-Bruchstücks.

### Rom
Von der griechischen Malerei sind nur wenige Beispiele erhalten. Lediglich Schriftquellen erwähnen Künstler und Kunstwerke. Aber die Römer übernahmen die griechischen Darstellungsweisen. In Pompeji wurden Wandfresken gefunden, die den Raum in einen gemalten Garten fortsetzen sollten. In den darauffolgenden Jahrhunderten ging das Wissen um die perspektivischen Darstellungsmöglichkeiten verloren.

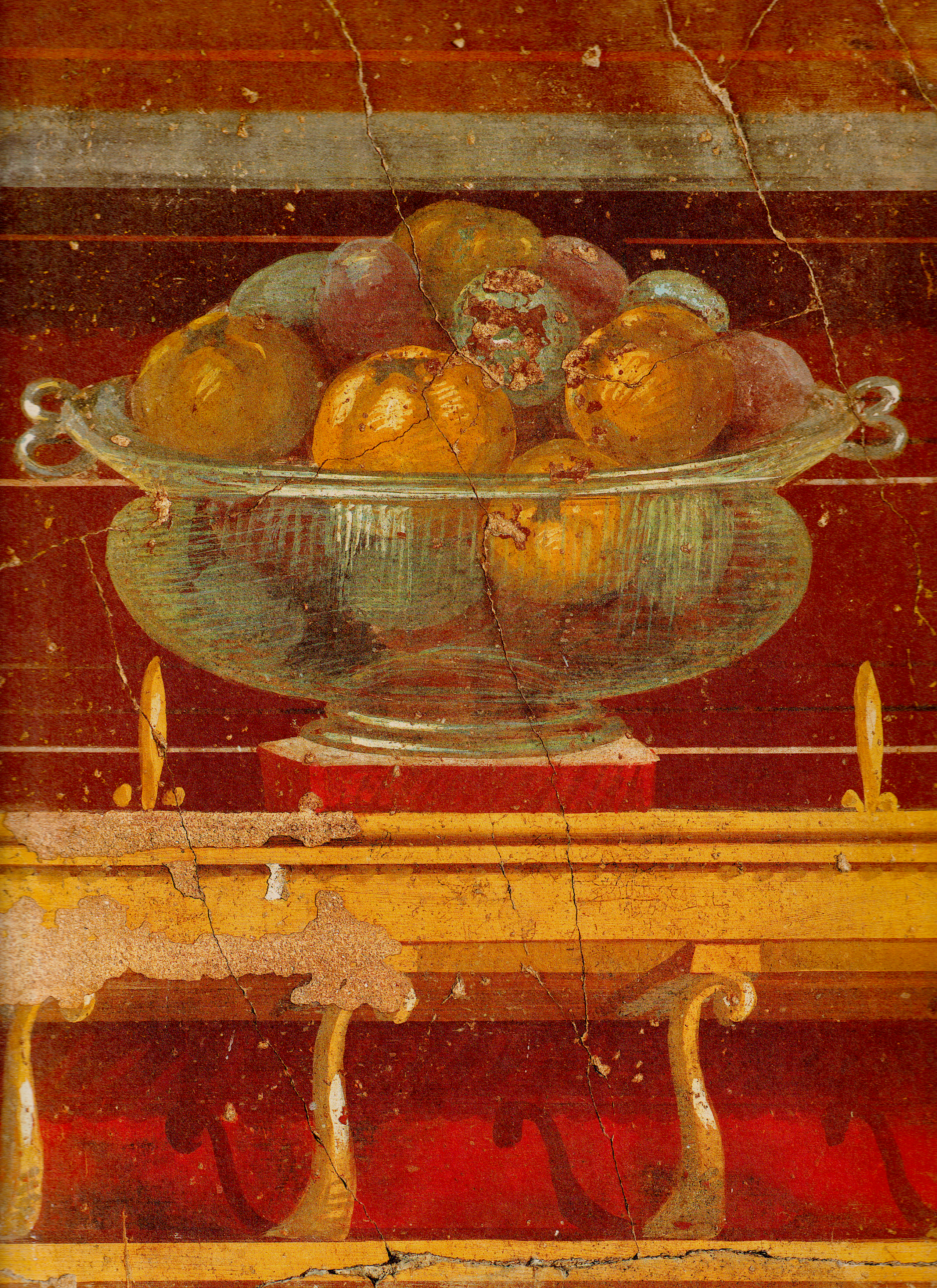
Beleuchtungsperspektive. Bei den Granatäpfeln, der Glasschale und den Regalstützen sind Eigenschatten, Glanzlichter und Schlagschatten gemalt. Villa Poppaea in Oplontis, vor 79 n. Chr.
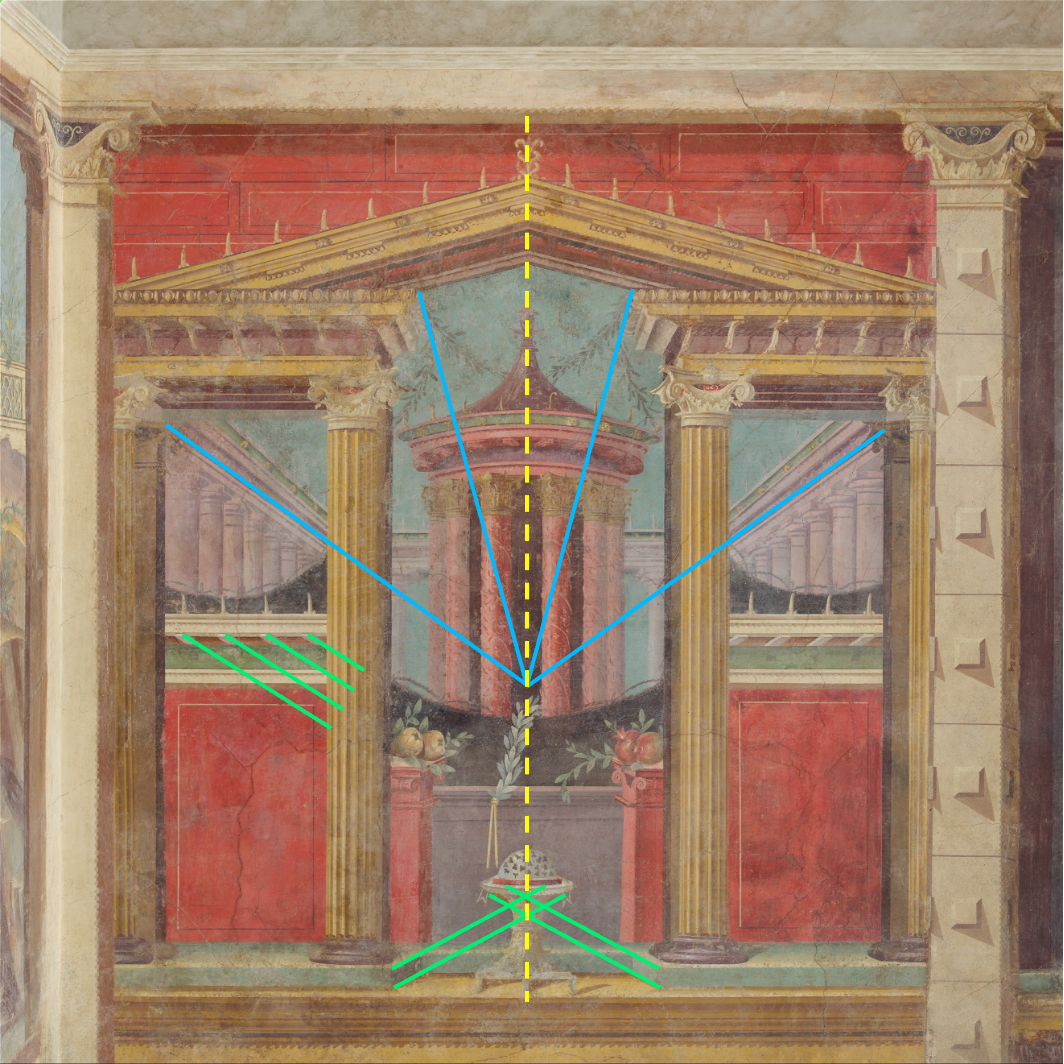
Konvergente Projektion und Parallelperspektive. Villa des Publius Fannius Synistor, Boscoreale (Pompeji), Mitte des 1. Jahrhunderts v. Chr.
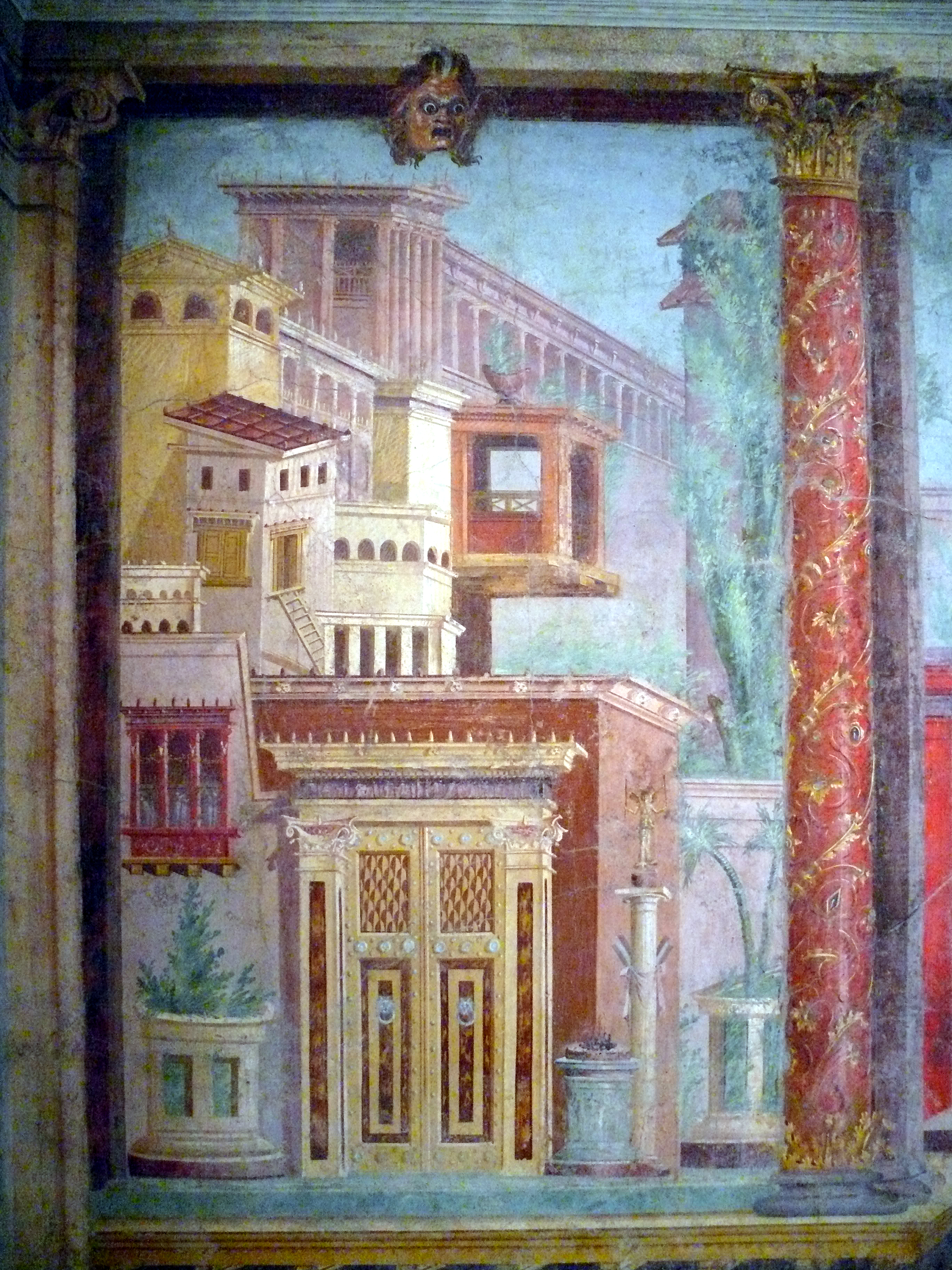
Phantasiearchitektur. Architekturvedute aus Boscoreale, um 40 v. Chr.

## Mittelalter
Für die Kunst des Mittelalters war nicht die Darstellung der Welt der Erscheinungen von Bedeutung, sondern die Welt der göttlichen Wesen von echter und höchster Realität. Das Interesse an Perspektive war unwesentlich. Die Raumdarstellung war meist flächig. Der Goldgrund (englisch: gold ground) war ein häufig genutztes Stilmittel, das die Vorstellung eines transzendenten, zeitlosen Raumes unterstützte. Daneben bediente sich die frühchristliche und mittelalterliche Malerei fast ausschließlich der Bedeutungsperspektive. Das heißt, die Größe und die räumliche Anordnung der dargestellten Personen und Gegenstände wurde durch deren Bedeutung im Bild bestimmt. Höher gestellte Personen wie göttliche Gestalten, Heilige oder Herrscher sind größer und weiter oben dargestellt als Personen mit niederem Status wie Diener, Kinder oder Stifter. Dennoch gab es Versuche, durch Verdeckung, Größenperspektive und eine intuitiv gestaltete Parallel- oder Fluchtpunktperspektive eine gewisse Tiefe zu suggerieren, jedoch ohne ein festgelegtes mathematisches System. Meist beschränkte sich die Raumdarstellung auf eine Kulissenwirkung, die eine Vordergrundebene vor einem Hintergrund unterschied. Manchmal stellen Kunstschaffende Gegenstände in umgekehrter Perspektive dar, bei der Linien, die konvergieren müssten, divergieren. Möglicherweise wollten sie damit verdeutlichen, wie die im Bild dargestellten Personen die Objekte sehen.

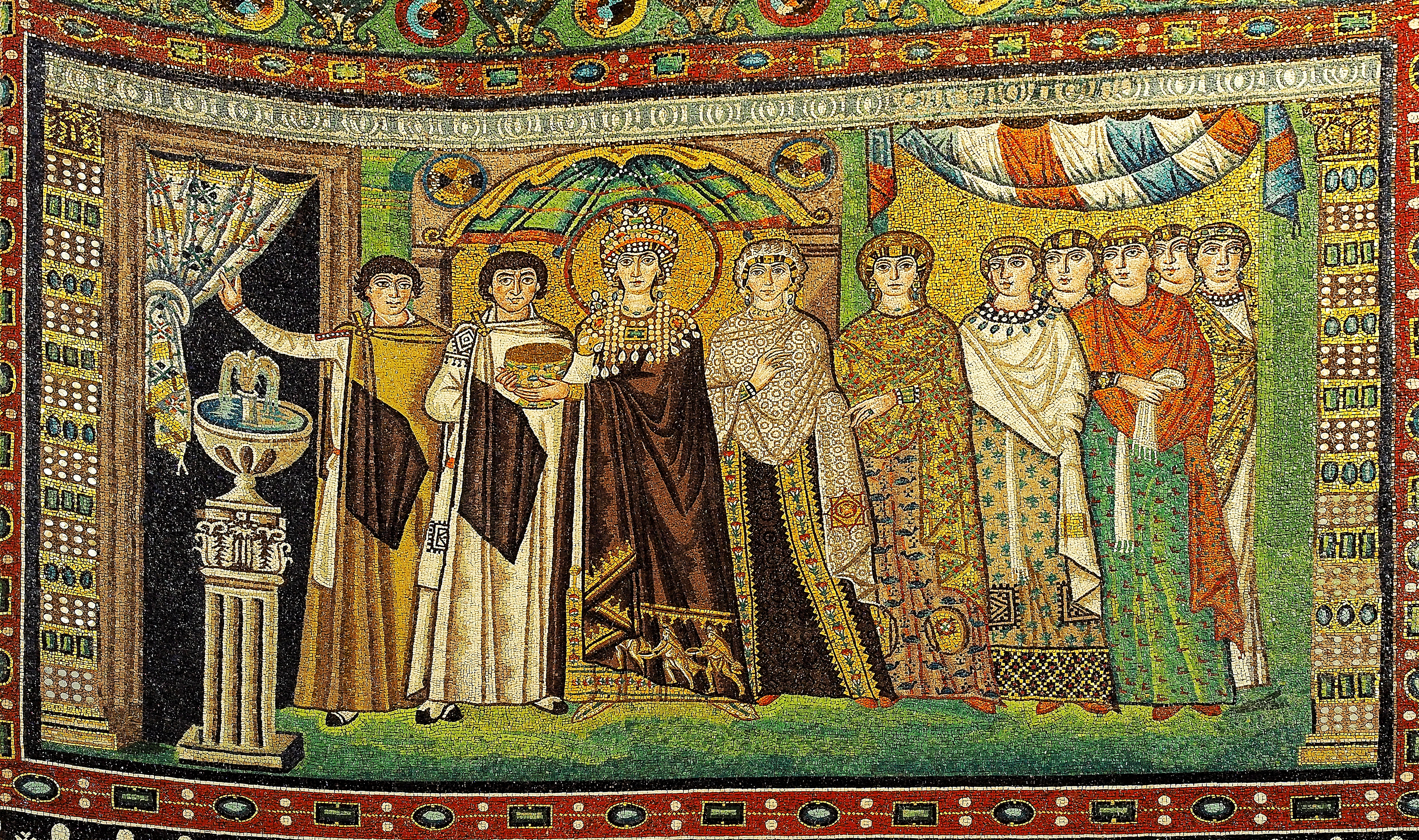
Goldgrund. Basilika San Vitale, Ravenna, 547 n. Chr.
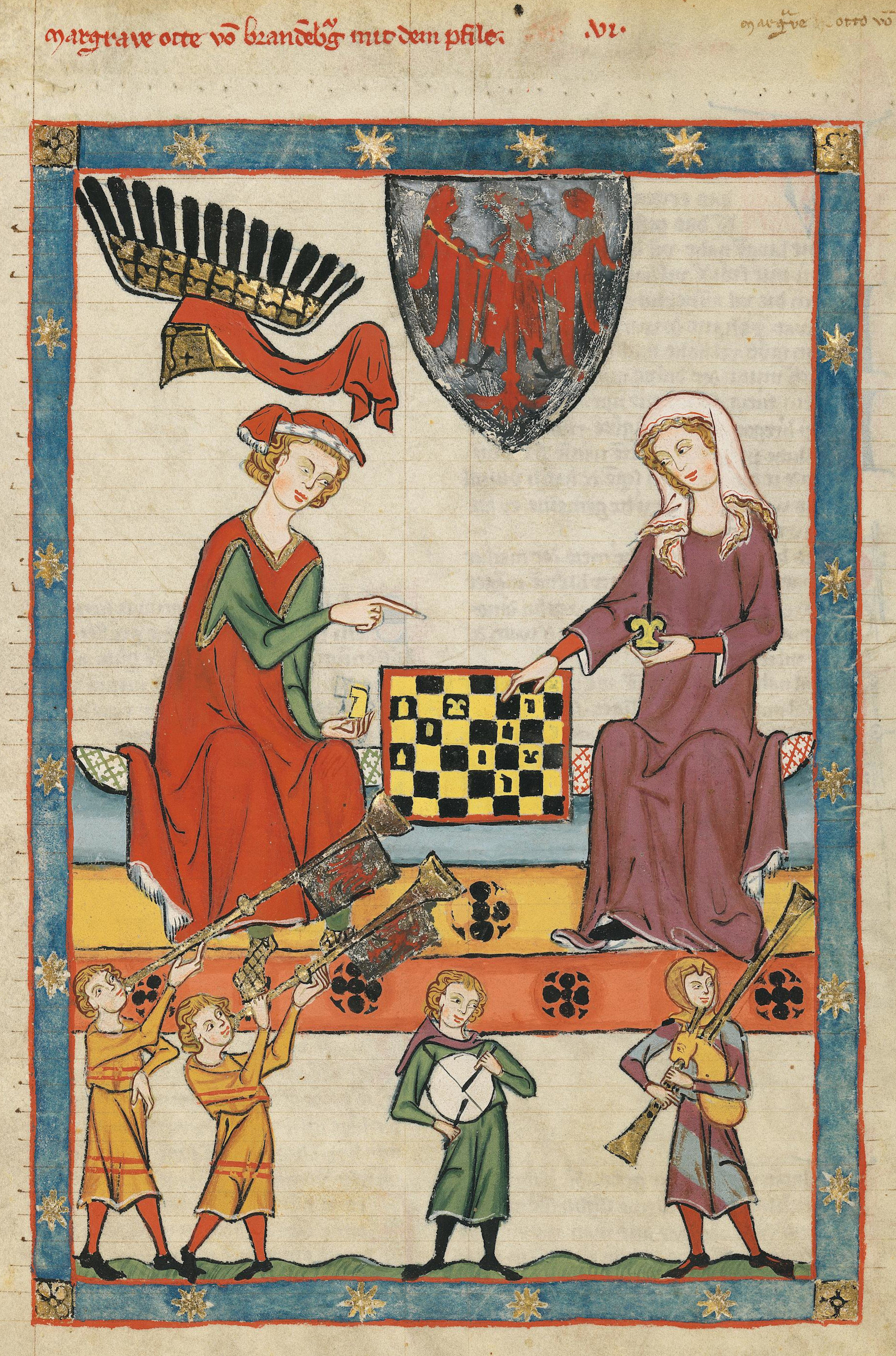
Bedeutungsperspektive. Die Schach spielenden Damen sind größer dargestellt als die Musiker. Manessische Liederhandschrift, zwischen 1305 und 1340.
Umgekehrte Perspektive. Die Fußplatte und die Kommode sind vorne schmaler als hinten dargestellt. Der Evangelist Matthäus schreibt einen Text, 1057.

## Ostasien (China und Japan)
In der ostasiatischen Malerei entstanden vor allem Landschaftsgemälde. Die Landschaften sind weniger ein Abbild der Realität als vielmehr ein Anlass, um über Sein und Werden, Leben und Bewegung nachzudenken. Eine wichtige Bedeutung hat der leere Raum. Das sind weiße Flächen, die sich als Nebel, Wolkenbank, Wasser oder Himmel deuten lassen. Wichtige Mittel der Perspektive sind Luftperspektive, Höhenstaffelung und Größenperspektive. Daneben tritt Parallelperspektive und Einpunktperspektive ohne einheitlichen Fluchtpunkt auf. Eine Horizontlinie fehlt fast immer.

Vom Sui-Maler Zhǎn Zǐqián (展子虔, auch Chan Tzu-ch'ien; 581–618) ist ein Werk erhalten, in dem die Berge erstmals perspektivisch dargestellt werden. Es gilt als erste szenische Landschaftsmalerei in der ostasiatischen Kunst.

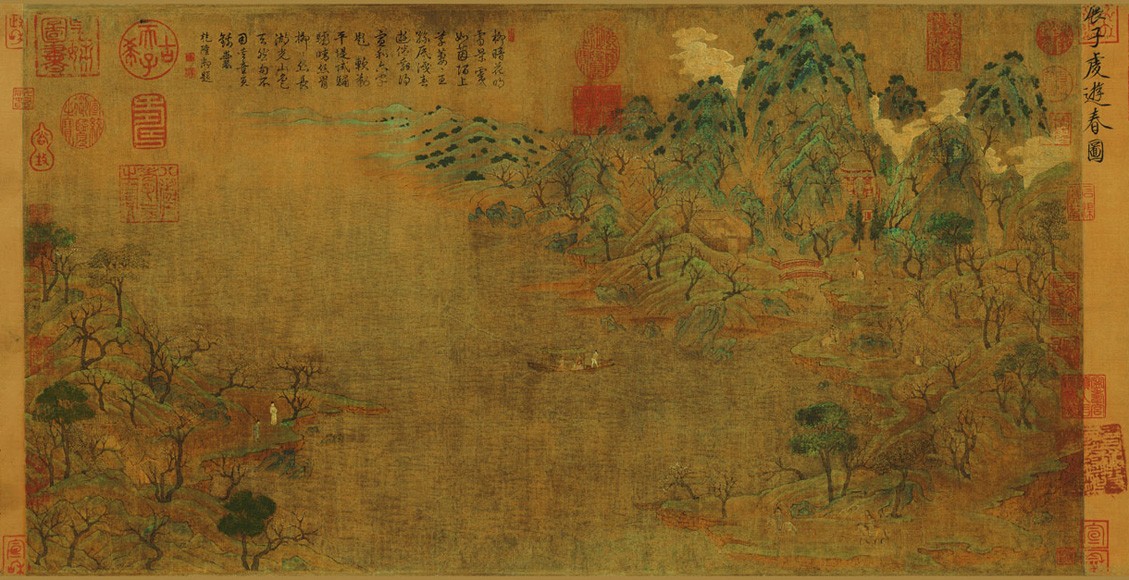
Größenperspektive und Höhenstaffelung. Zhǎn Zǐqián: Spaziergang im Frühling, um 600 n. Chr. (Sui-Dynastie, 581–618).
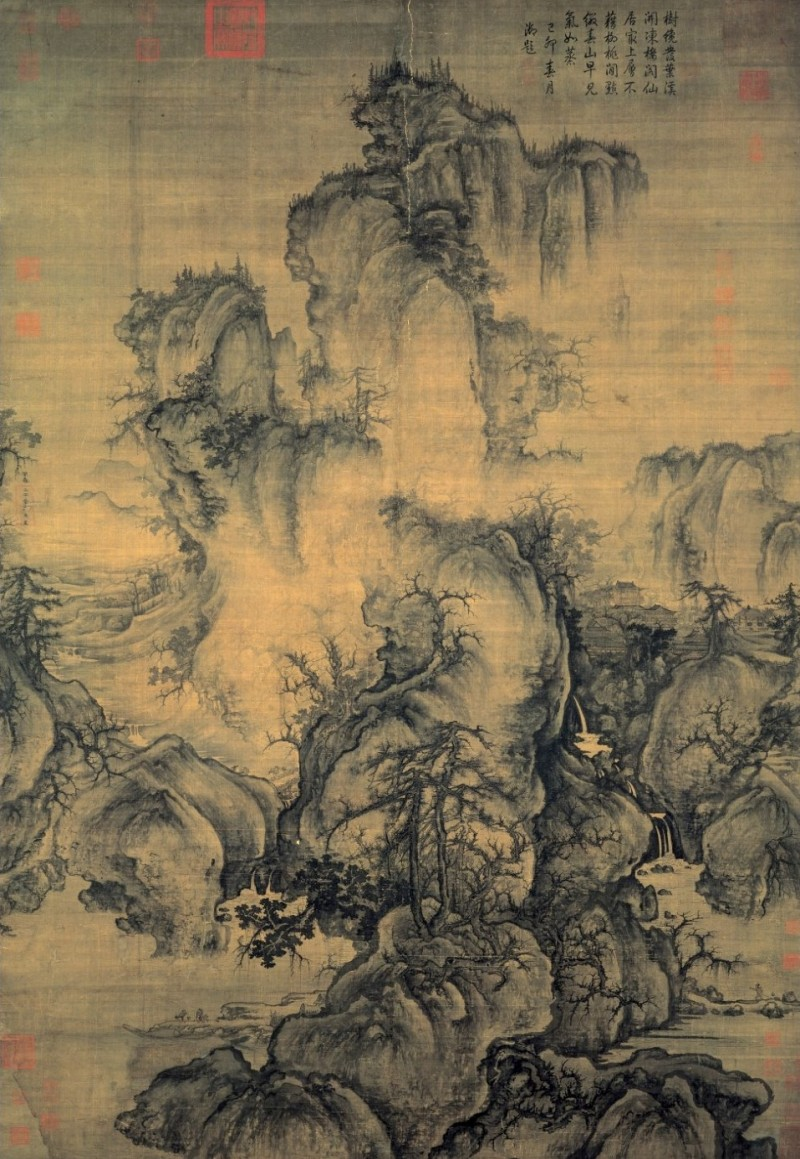
Höhenstaffelung und Luftperspektive. Guo Xi (auch Kuo Hsi): Vorfrühling, ca. 1072 (Song-Dynastie, 960–1279).
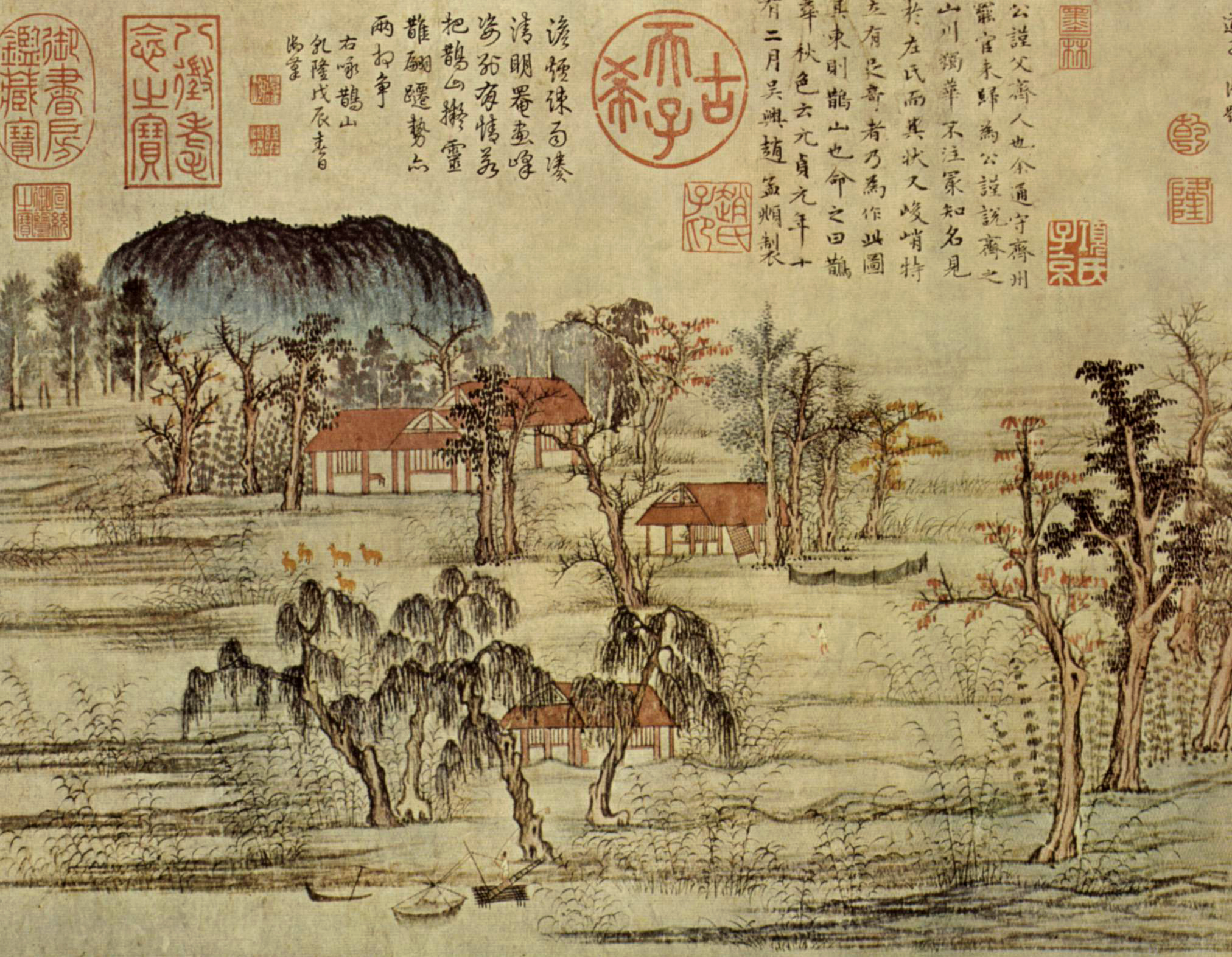
Einfache Raumdarstellungsmittel und Parallelperspektive. Chao Meng-fu: Herbstfarben …, 1295. (Yuan-Dynastie, 1279–1368).
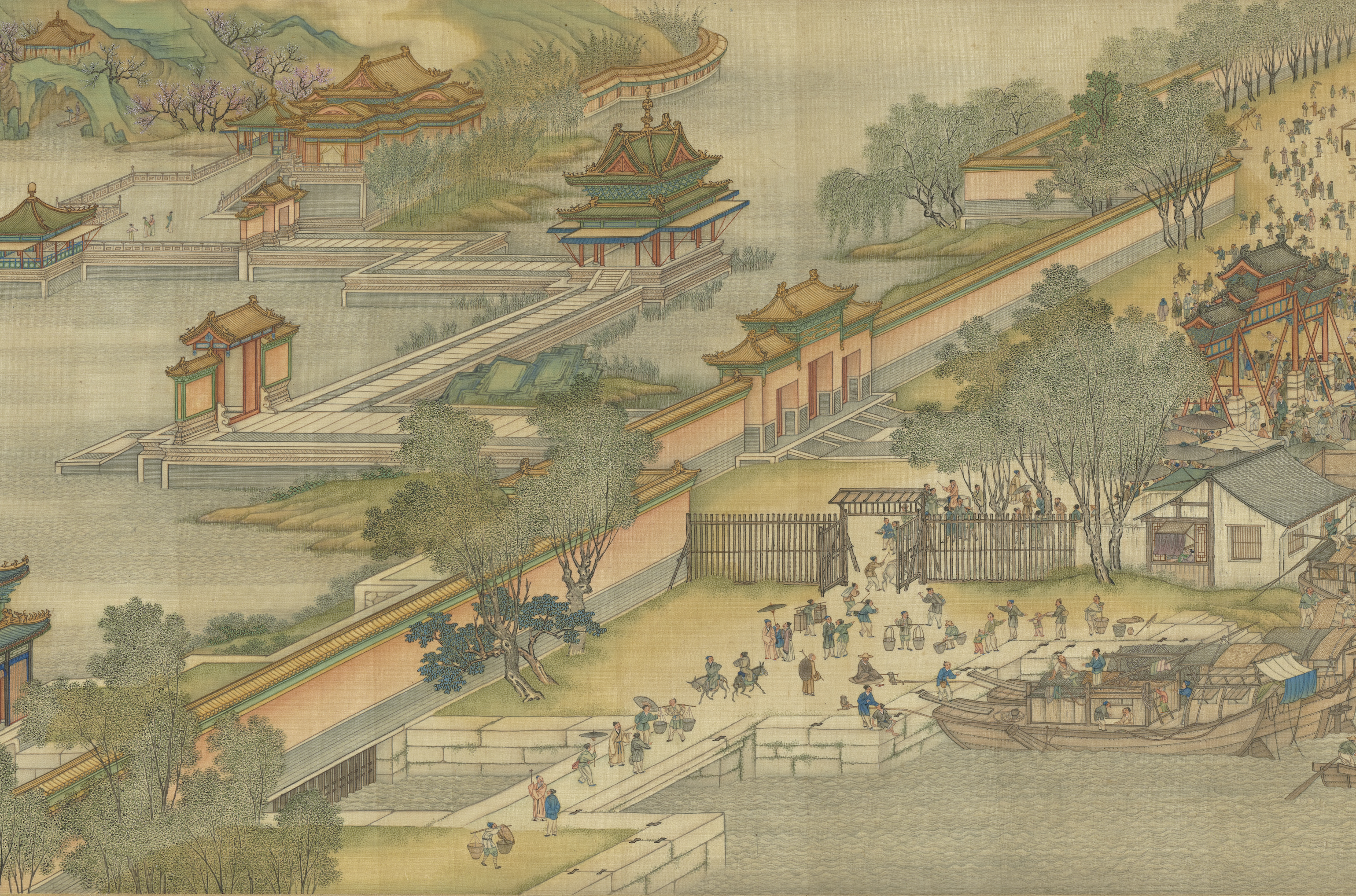
Kavalierperspektive und Größenperspektive. Chen Mei u. a.: Entlang des Flusses während des Qingming-Festes, Ausschnitt, 1736. (Qing-Dynastie, 1644–1911).
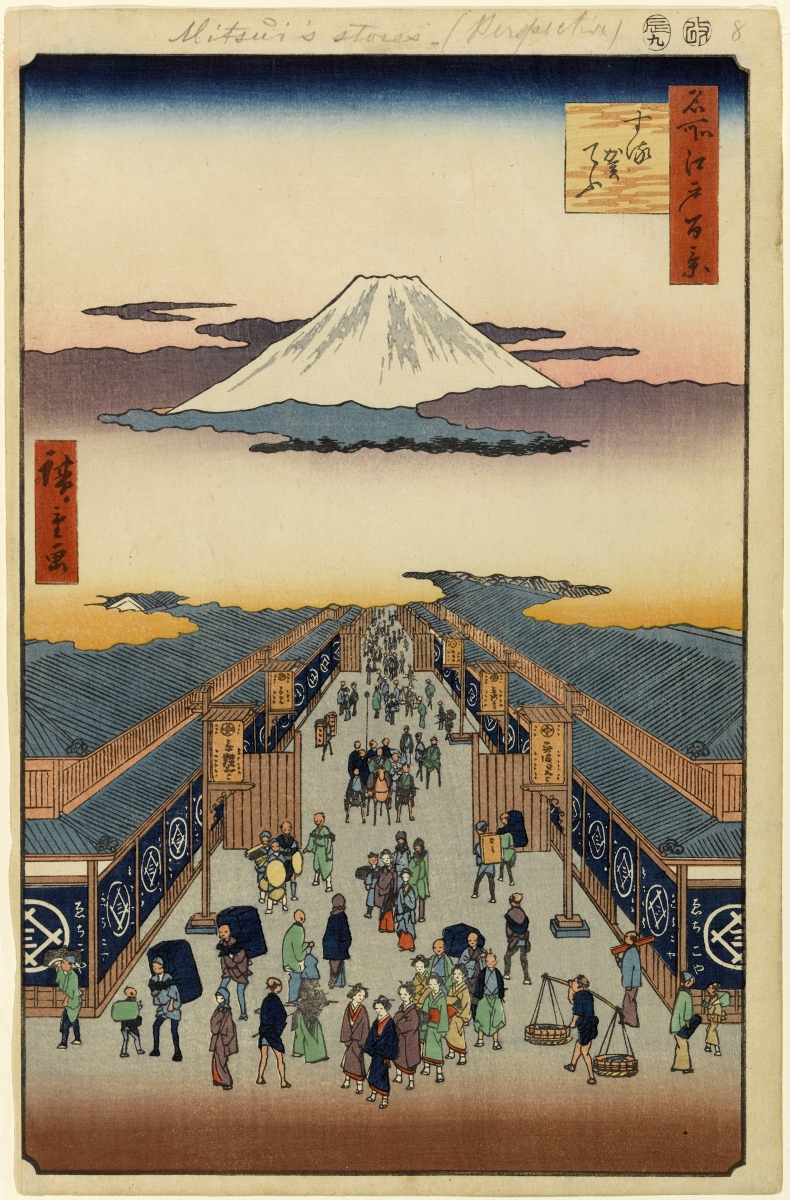
Einpunktperspektive. Utagawa Hiroshige: Suruga-cho-Straße in Tokio, 1856. Der Berg Fuji scheint über dem Nebel zu schweben. Japanische Kunst.

## Neuzeit, 15.–18. Jahrhundert

### Renaissance
Fast das gesamte Mittelalter hindurch, in den grob neunhundert Jahren zwischen der Antike und der Frührenaissance, war die Perspektive entweder ganz vergessen oder im Kunstschaffen irrelevant geworden. In der Renaissance entstand ein neues Selbst- und Weltverständnis der Menschen. Mit der Entdeckung der diesseitigen, realen Weltsicht entwickelten die Kunstschaffenden die Einpunktperspektive (Zentralperspektive) als mathematisch-konstruierendes Darstellungsmittel räumlicher Erfahrungen. Das war ein revolutionärer Wendepunkt in der Kunstgeschichte. Zusätzlich wurden technische Hilfsmittel verwendet wie die Camera obscura, Linsen und Spiegel, um die Wirklichkeit abzubilden.  Malerarchitekten wie Filippo Brunelleschi (gilt als der „Erfinder“ der Perspektive, Buch von 1436) und Leon Battista Alberti schufen schriftliche Werke, die eine systematische Herangehensweise an die Perspektive ermöglichte. Die Einpunktperspektive war für die Kunstschaffenden Standardtechnik, wohingegen die Zweipunktperspektive bis auf wenige Ausnahmen nicht angewandt wurde.
Ambrogio Lorenzetti (um 1290 – um 1348) gilt als der erste, der einen Fluchtpunkt konstruierte. In seinem Bild Verkündigung treffen sich die Tiefenlinien des Plattenbodens in einem Fluchtpunkt. Das früheste erhaltene Beispiel für eine konsequent angewandte Einpunktperspektive ist das Bild Heilige Dreifaltigkeit von Masaccio (1401–1428). Es zeigt eine fiktive Raumöffnung schräg von unten. Die perspektivische Illusion wird erstmals eingesetzt, um einem Andachtsbild Ehrfurcht und Kraft zu verleihen. Künstler der Renaissance experimentierten mit verschiedenen Perspektivtechniken, wie der Luftperspektive oder der Beleuchtungsperspektive. Die Faszination zeigt sich zum Beispiel in der Darstellung Toter Christus von Andrea Mantegna (1431–1506). Das Bild zeigt den Leichnam in extremer perspektivischer Verkürzung – eine besonders außergewöhnliche und dramatische Ansicht. Bedeutend war der meisterhafte Einsatz der Einpunktperspektive. Werke wie Das letzte Abendmahl von Leonardo da Vinci (1452–1519) oder Die Schule von Athen von Raffael (1483–1520) sind Beispiele dafür.

Die Wiederentdeckung der Perspektive fand in Italien statt. Von hier aus verbreitete sie sich in den Niederlanden und in Deutschland. Beispiele sind die imaginären Kircheninnenräume des flämischen Malers Paul Vredemann de Vries (1567–1617) und die perspektivischen Unterweisungen von Albrecht Dürer (1471–1528). Albrecht Dürer veröffentlichte 1525 sein Buch Underweysung der messung mit dem zirckel un richtscheyt, das die erste Zusammenfassung der mathematisch-geometrischen Verfahren der Zentralperspektive darstellte und damit auch die Grundlagen der perspektivischen Konstruktionsverfahren als Teilbereich der Darstellenden Geometrie bildet.

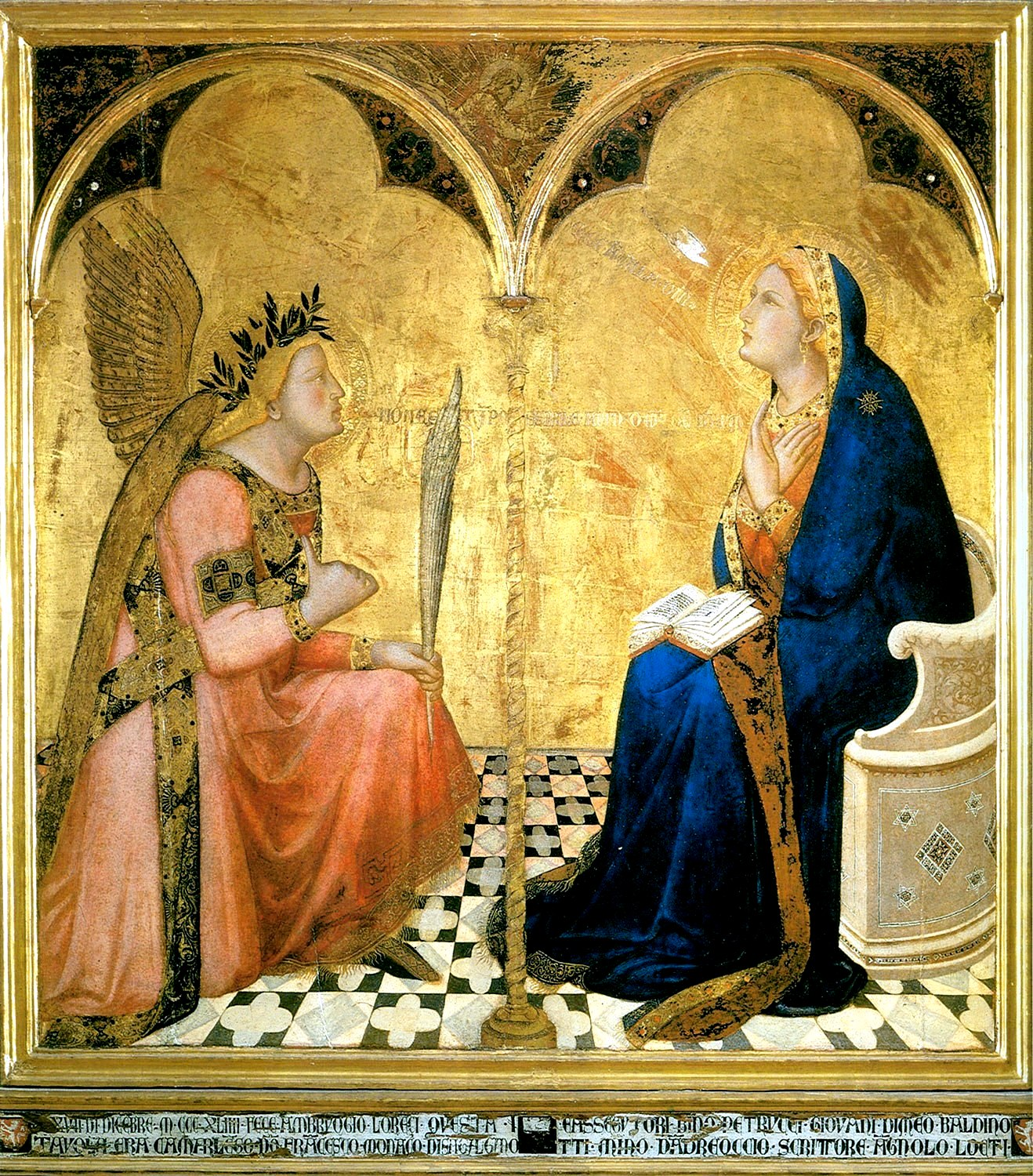
Einpunktperspektive beim Plattenboden. Ambrogio Lorenzetti: Verkündigung, 1344.
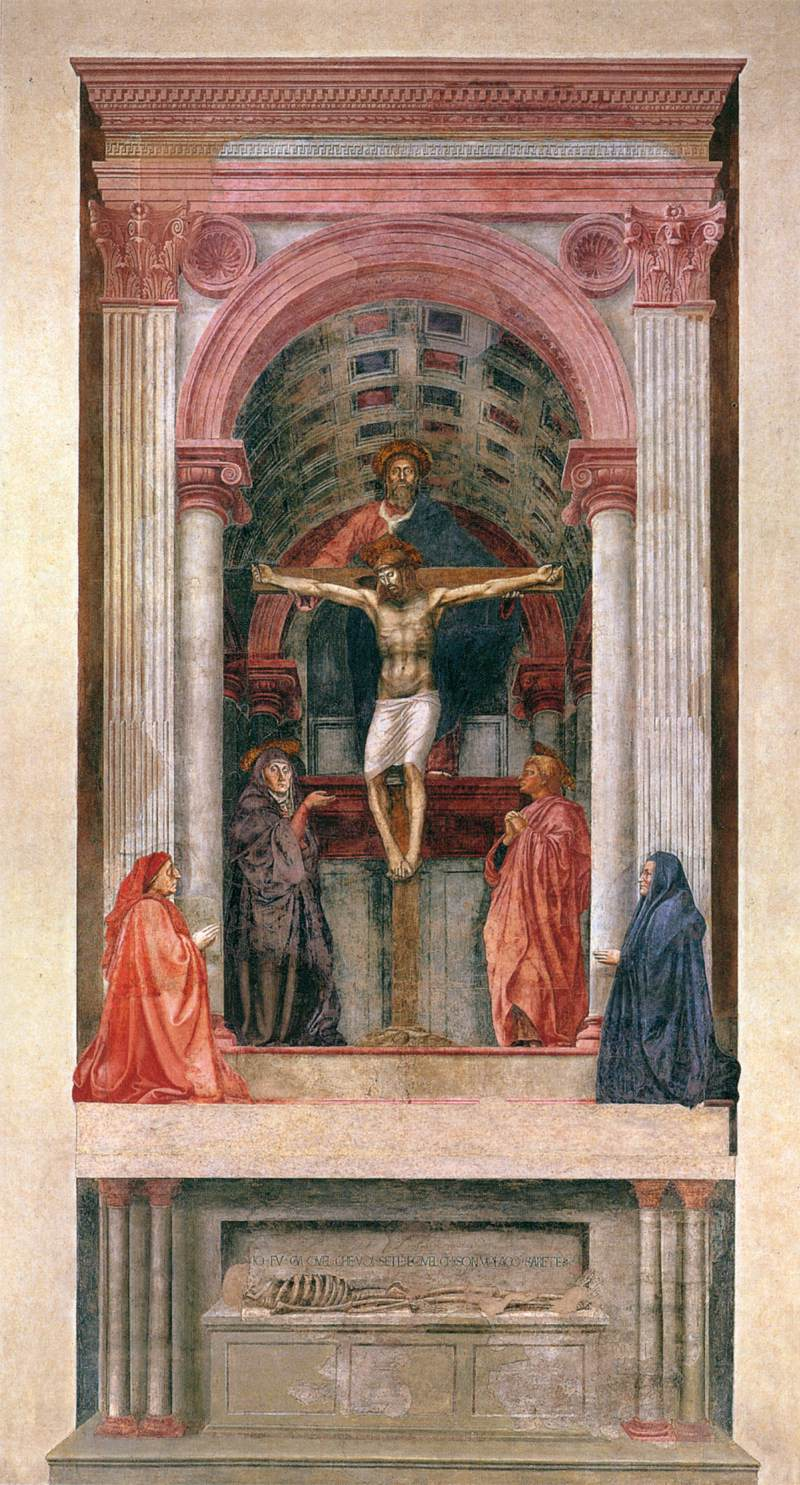
Konsequent angewandte Einpunktperspektive und Froschperspektive. Masaccio: Die Heilige Dreifaltigkeit, zwischen 1425 und 1428.
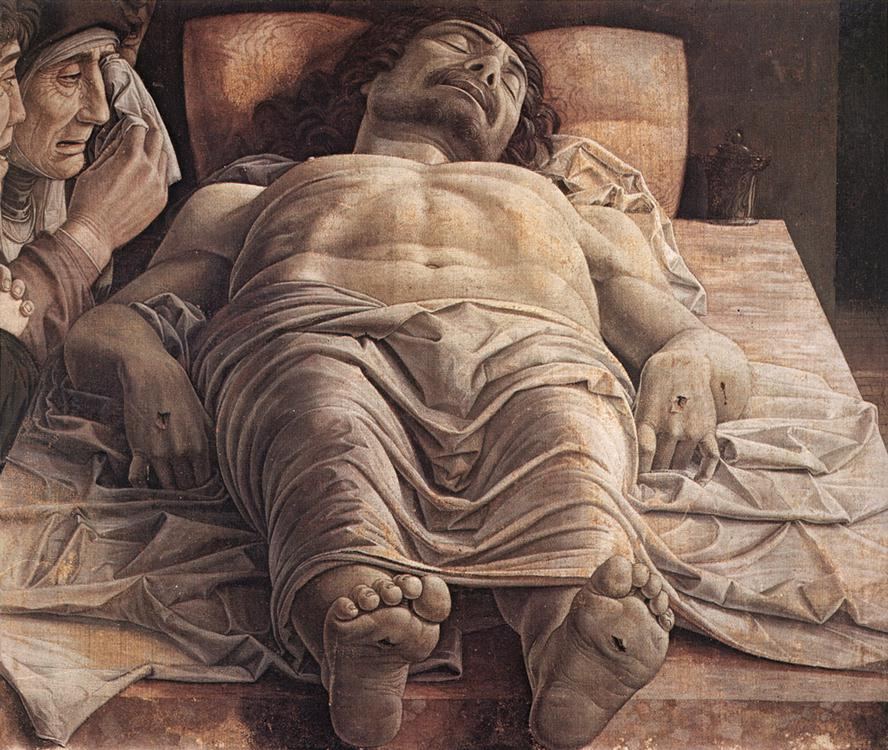
Perspektivische Verkürzung. Andrea Mantegna: Toter Christus, ca. 1480–1490.
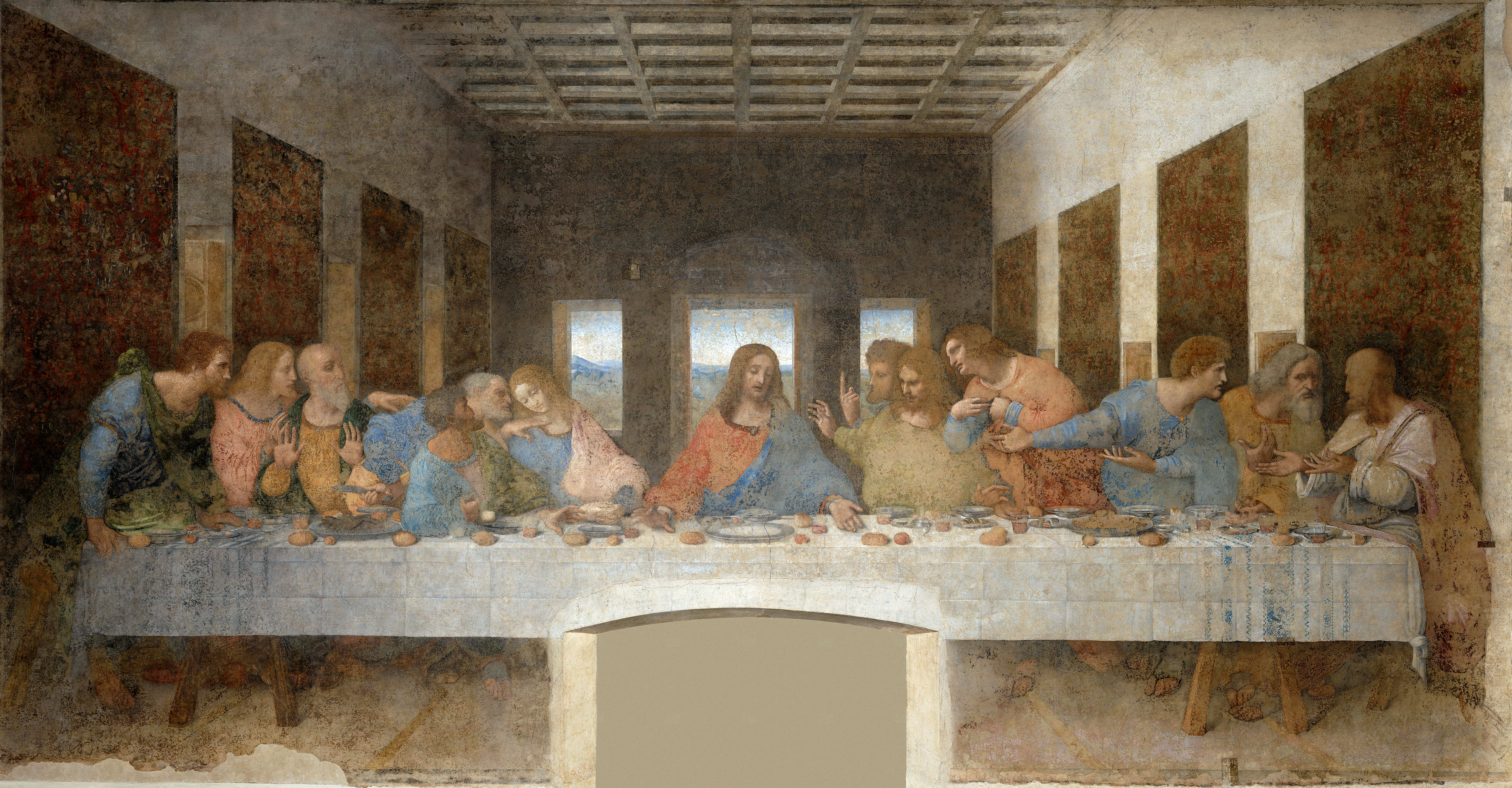
Die Tiefenlinien lenken den Blick auf das Haupt Christi. Leonardo da Vinci: Das letzte Abendmahl, 1495–1498.
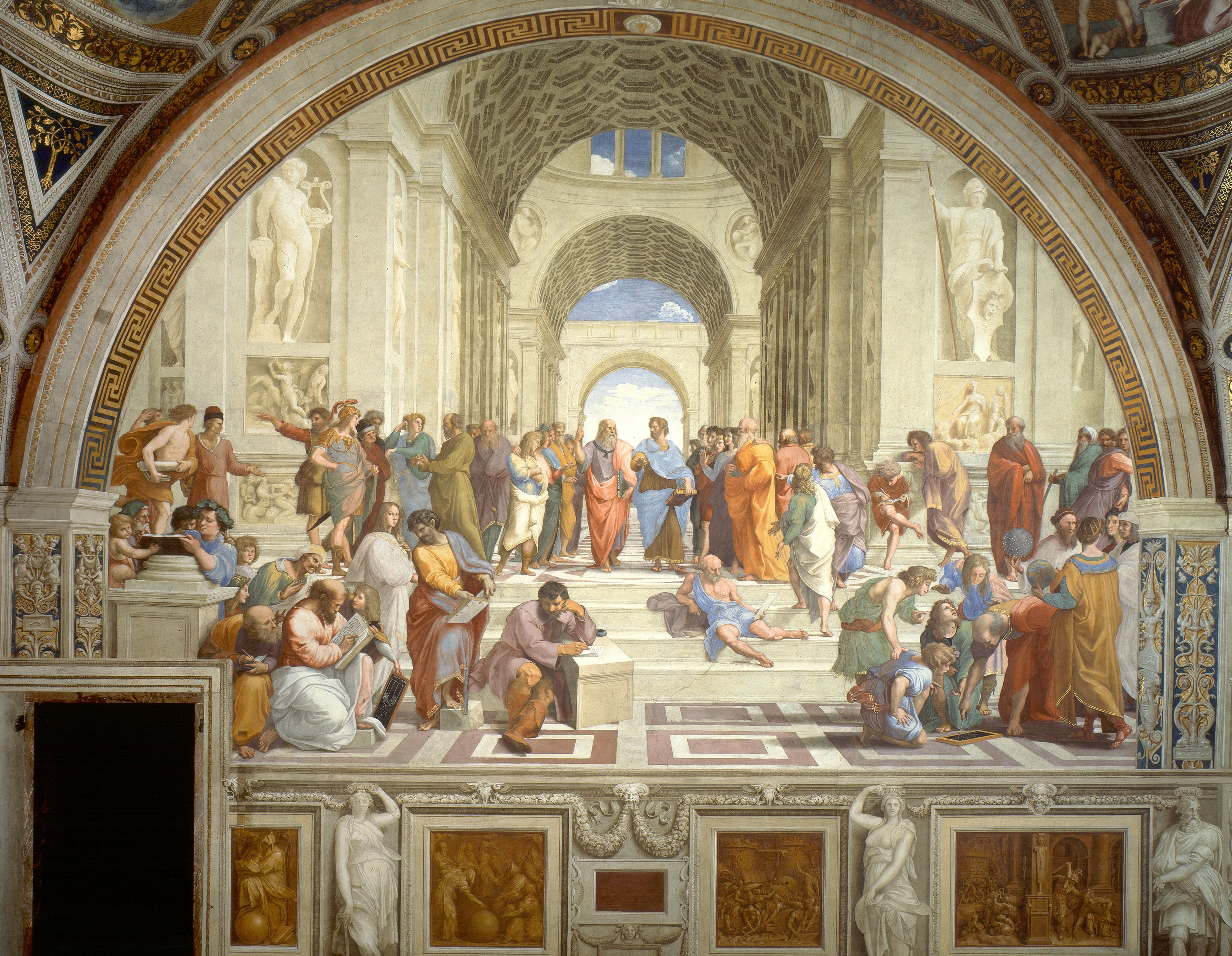
Der Fluchtpunkt, der Treffpunkt der Tiefenlinien betont die Hauptfiguren Platon und Aristoteles. Raffael: Die Schule von Athen, 1509–1510.
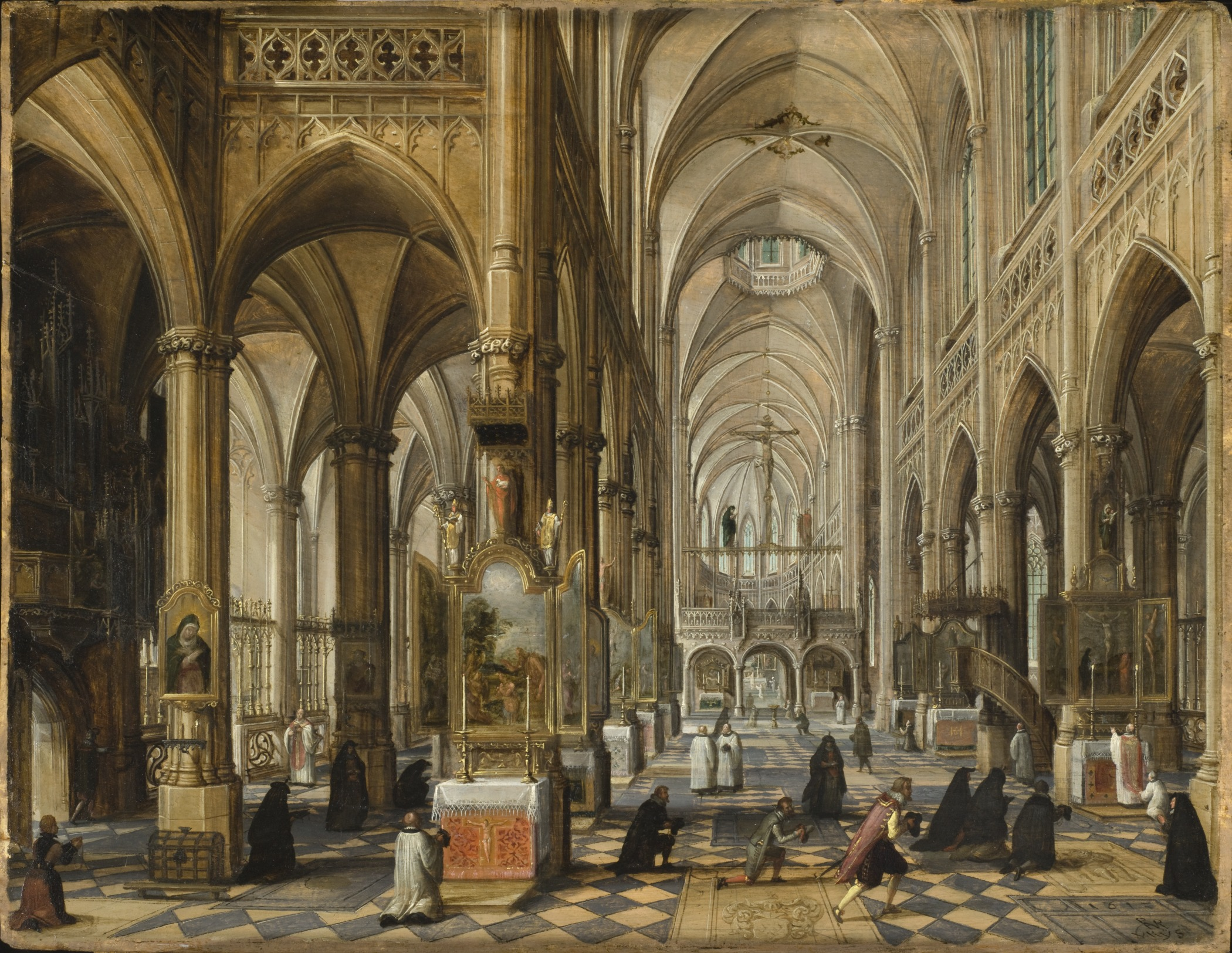
Einpunktperspektive. Paul Vredemann de Vries: Innenraum einer gotischen Kathedrale, 1612.
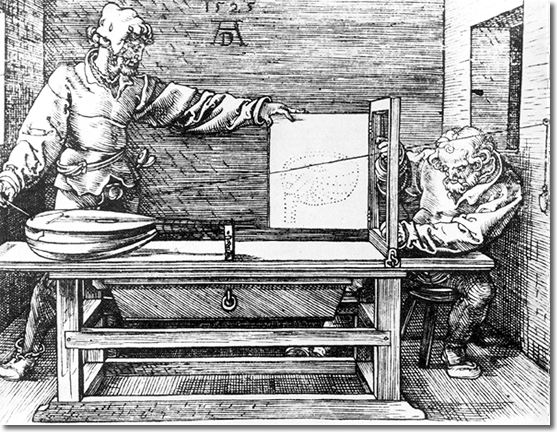
Albrecht Dürer: Der Zeichner der Laute, 1525.

### Barock
Im Barock wurde die Perspektive weiter verfeinert und vielfältiger genutzt, um dynamische Kompositionen und dramatische Raumansichten zu schaffen. In der illusionistischen Deckenmalerei wird die Architektur mittels der Einpunktperspektive als Scheinarchitektur fortgesetzt. Die Figuren sind in extremer Froschperspektive von unten dargestellt und der Raum scheint sich in den freien Himmel zu öffnen. Außerdem wendeten Kunstschaffende erstmals die Zweipunktperspektive an. Dadurch entstand eine stärkere kompositorische Dynamik, die die Illusion der Wirklichkeit erweiterte und betonte. Künstler wie Michelangelo Merisi da Caravaggio (1571–1610) verwendete die Beleuchtungsperspektive beziehungsweise das Chiaroscuro (Hell-Dunkel-Malerei) in extremer Weise, um Spannung und Dramatik zu erzeugen.

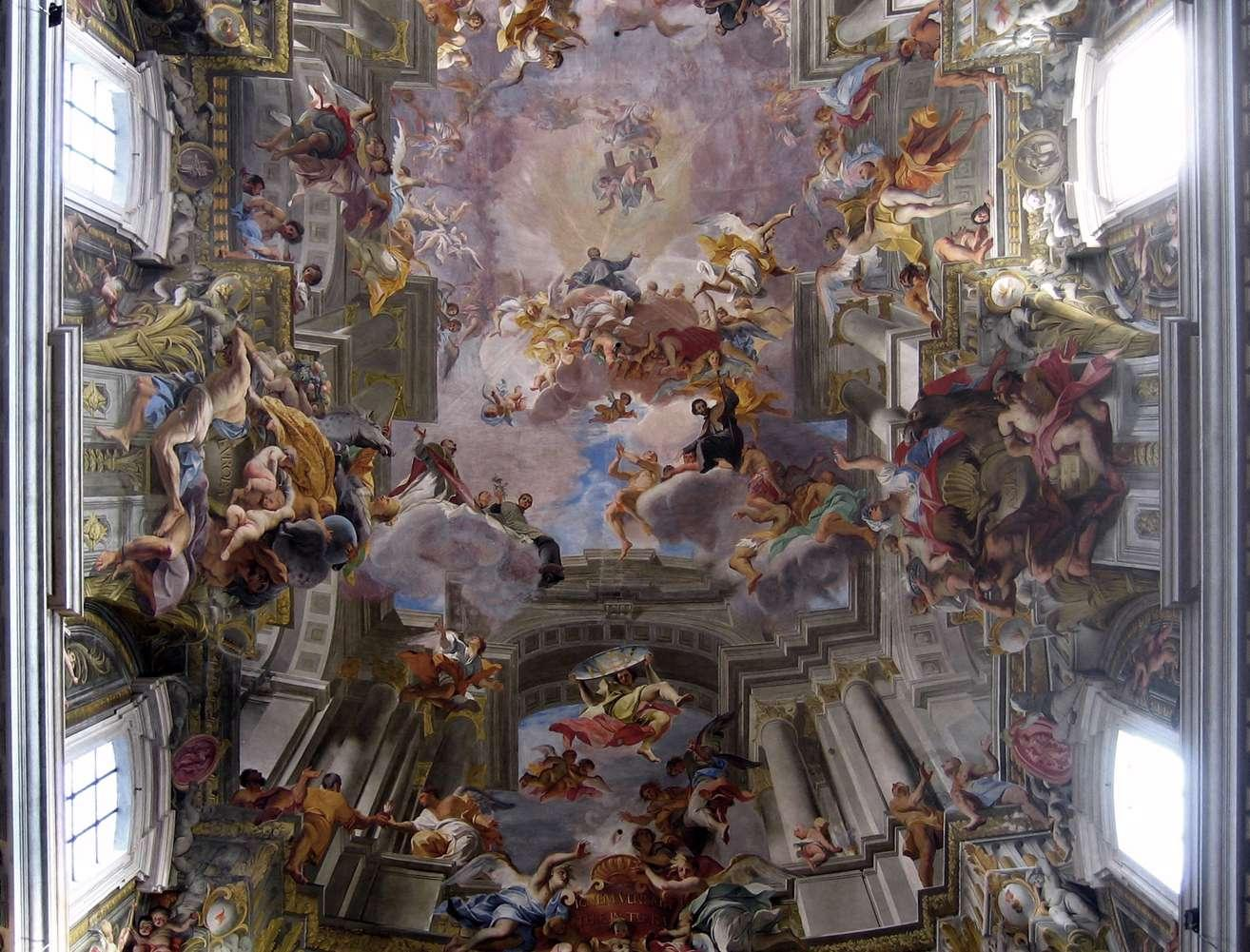
Einpunktperspektive mit dem Fluchtpunkt im Zenit. Andrea Pozzo: Der Triumph des Heiligen Ignatius von Loyola, Ausschnitt, 1685
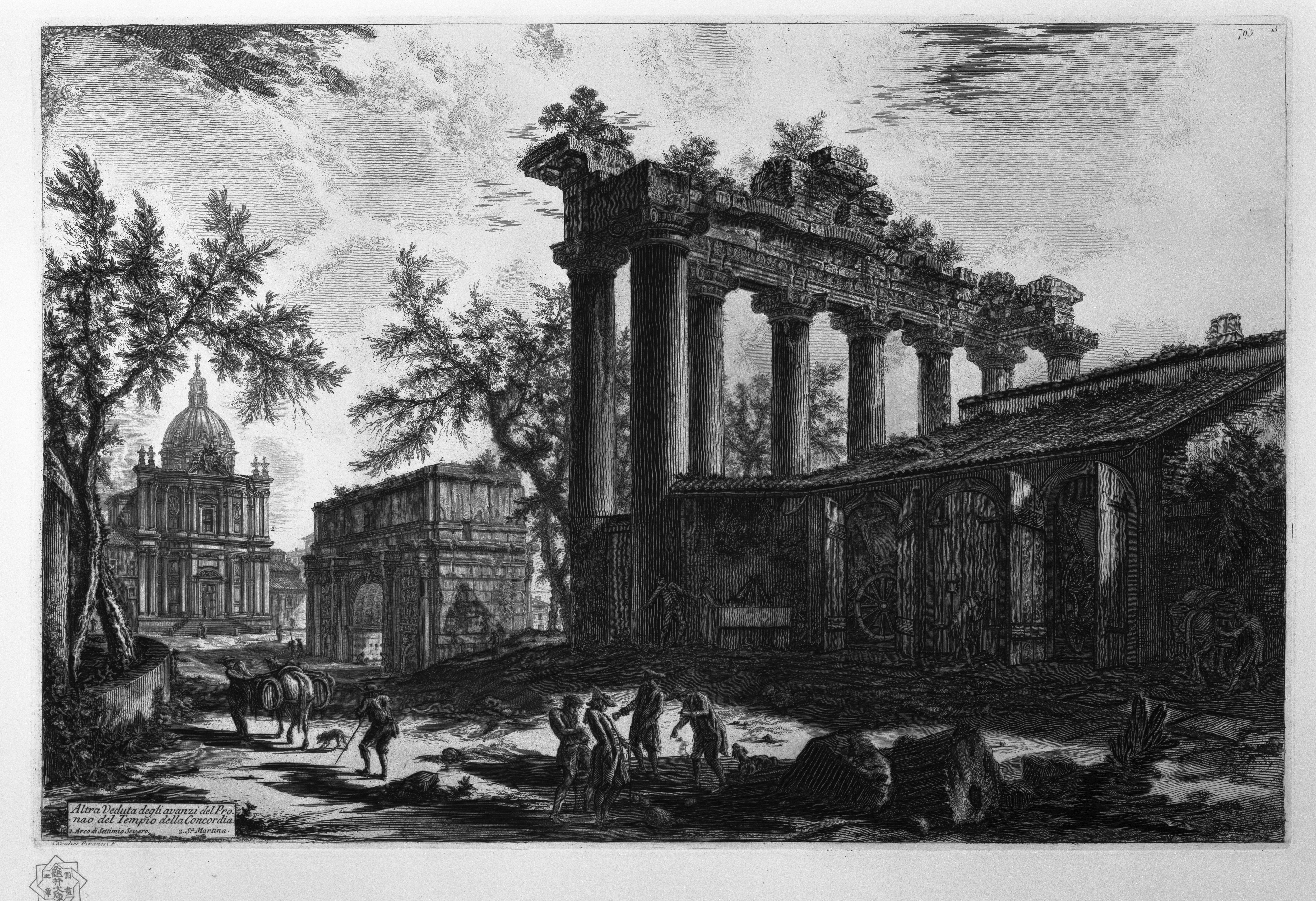
Zweipunktperspektive. Giovanni Battista Piranesi: Eine Ansicht von Rom. Der Bogen von Settimio Severo, 1772.
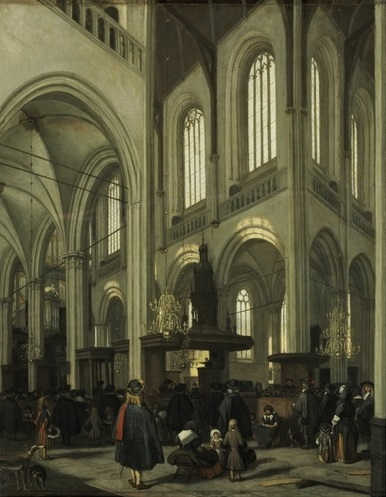
Zweipunktperspektive. Emanuel de Witte: Innenansicht der Nieuwe Kerk in Amsterdam, zwischen 1670 und 1690.
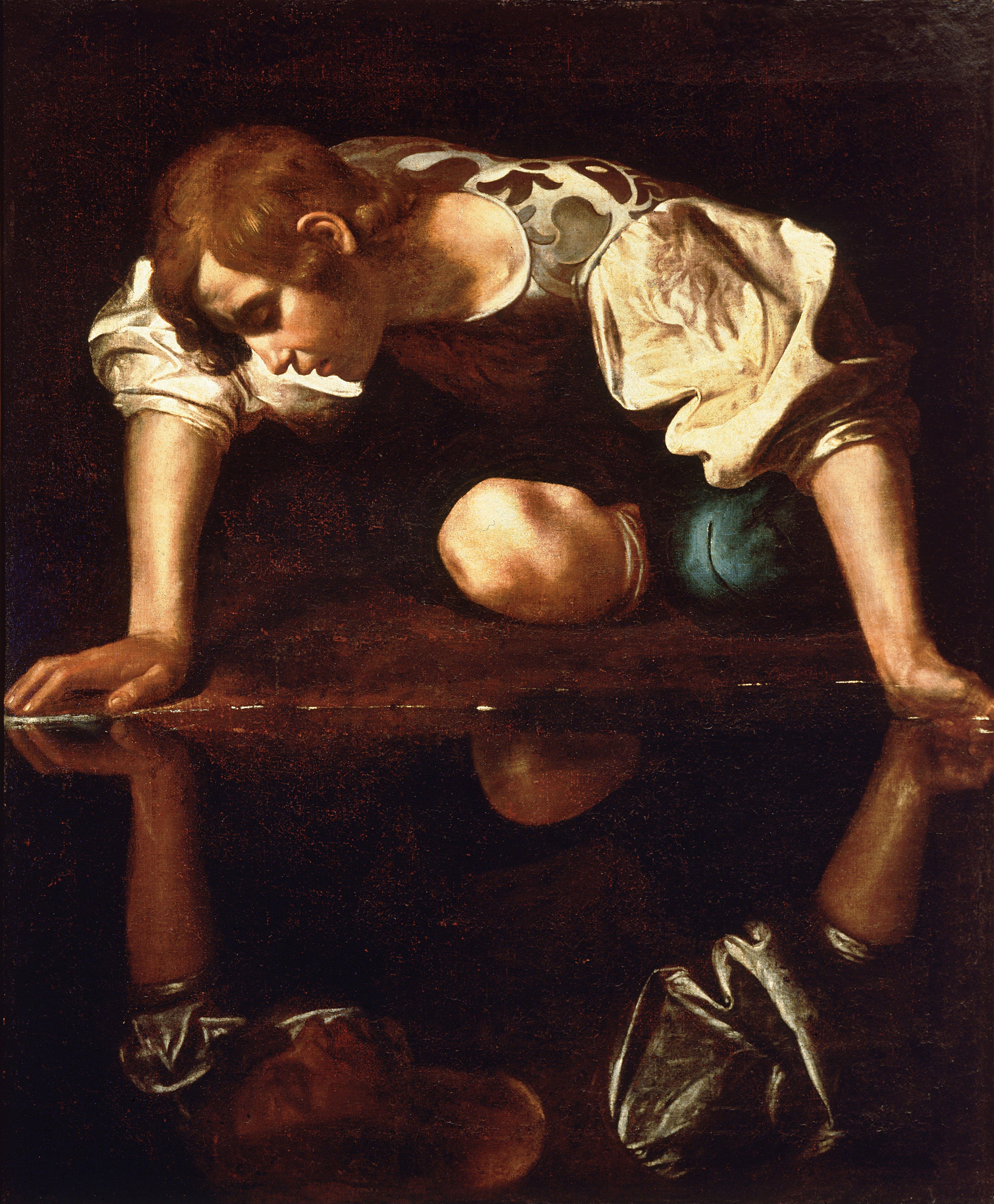
Beleuchtungsperspektive. Michelangelo Merisi da Caravaggio: Narziss, 1597–1599.

## 19. Jahrhundert

### Romantik
Künstler wie Caspar David Friedrich (1774–1849) und William Turner (1775–1851) verwandten die Luftperspektive und die Texturperspektive. Meist ist der Vordergrund dunkel, der Mittelgrund farbig und der Hintergrund hell und bläulich. Künstlerinnen und Künstler nutzten die Perspektive, um in den tiefen, visionären Landschaften das Gefühl des Aufgelösten, des Atmosphärischen, der Erhabenheit und der menschlichen Kleinheit der in der Natur zu betonen.

### Impressionismus
Mit dem Aufkommen der Fotografie (die erste dauerhafte Fotografie entstand 1826) verschwand die Perspektive langsam aus der Kunst. Die impressionistischen Malerinnen und Maler wandten sich gegen eine traditionelle, streng geometrische Raumordnung. Sie gaben in ihren Bildern das flüchtige, momentane, zufällige Erscheinungsbild der Natur wieder. Das primäre Gestaltungsmittel ist die atmosphärische Wirkung der Farb- und Luftperspektive von sonnendurchfluteten Landschaften.

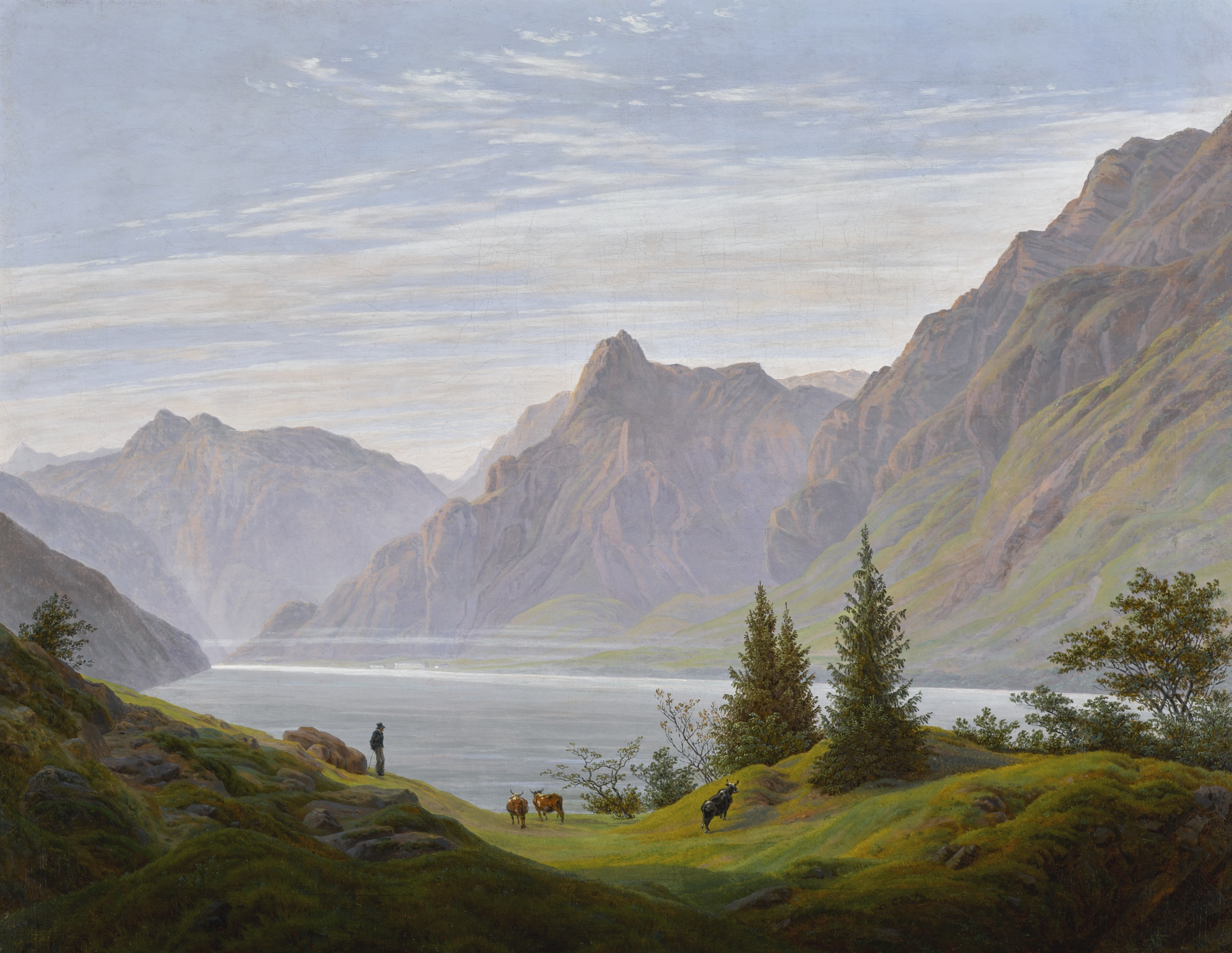
Romantik: Luftperspektive. Caspar David Friedrich: Landschaft mit Gebirgssee, Morgen, zwischen 1823 und 1835
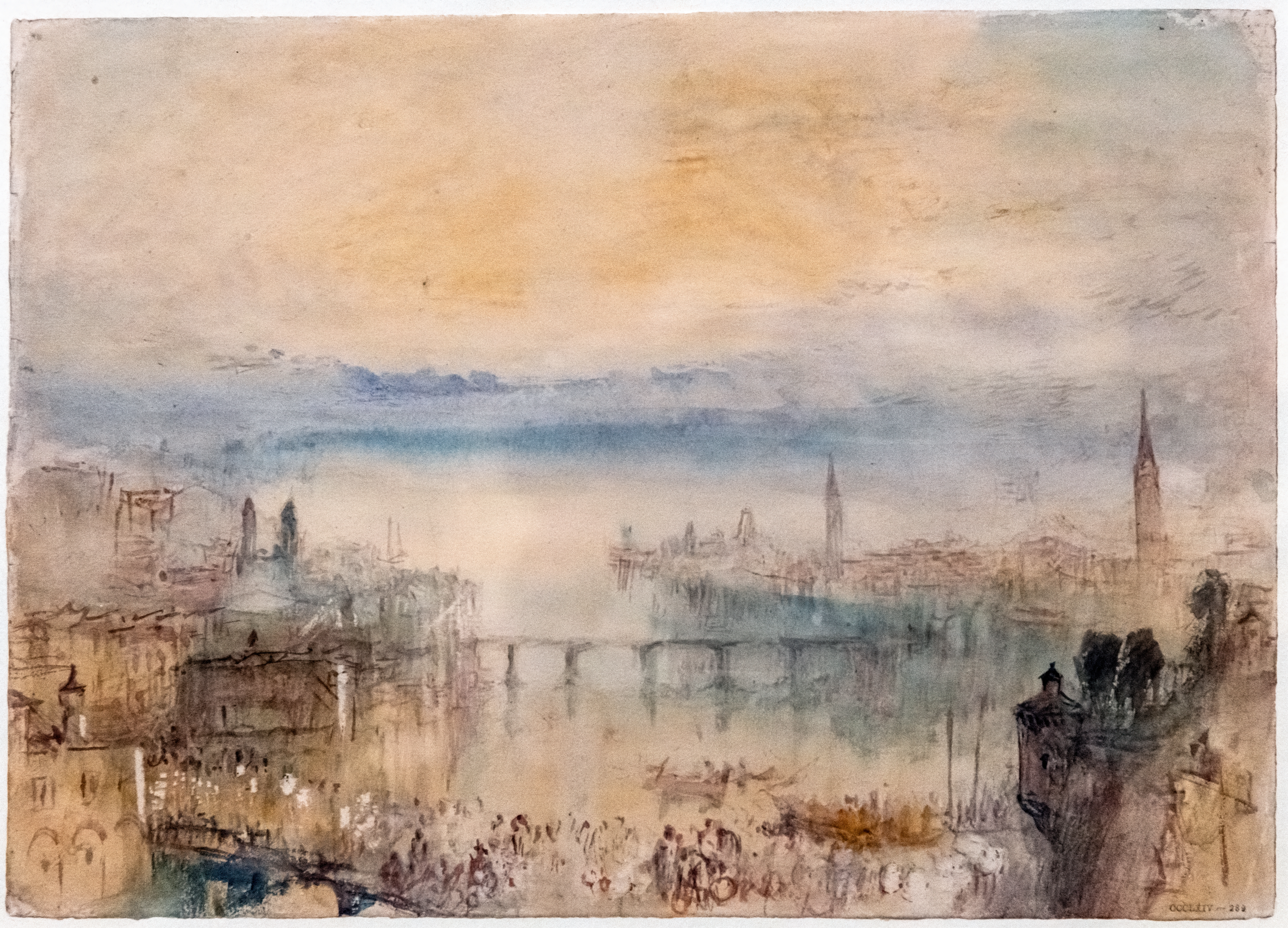
Romantik: Luftperspektive und Texturperspektive. William Turner: Ein Festtag in Zürich, früher Morgen, Studie, ca. 1845.
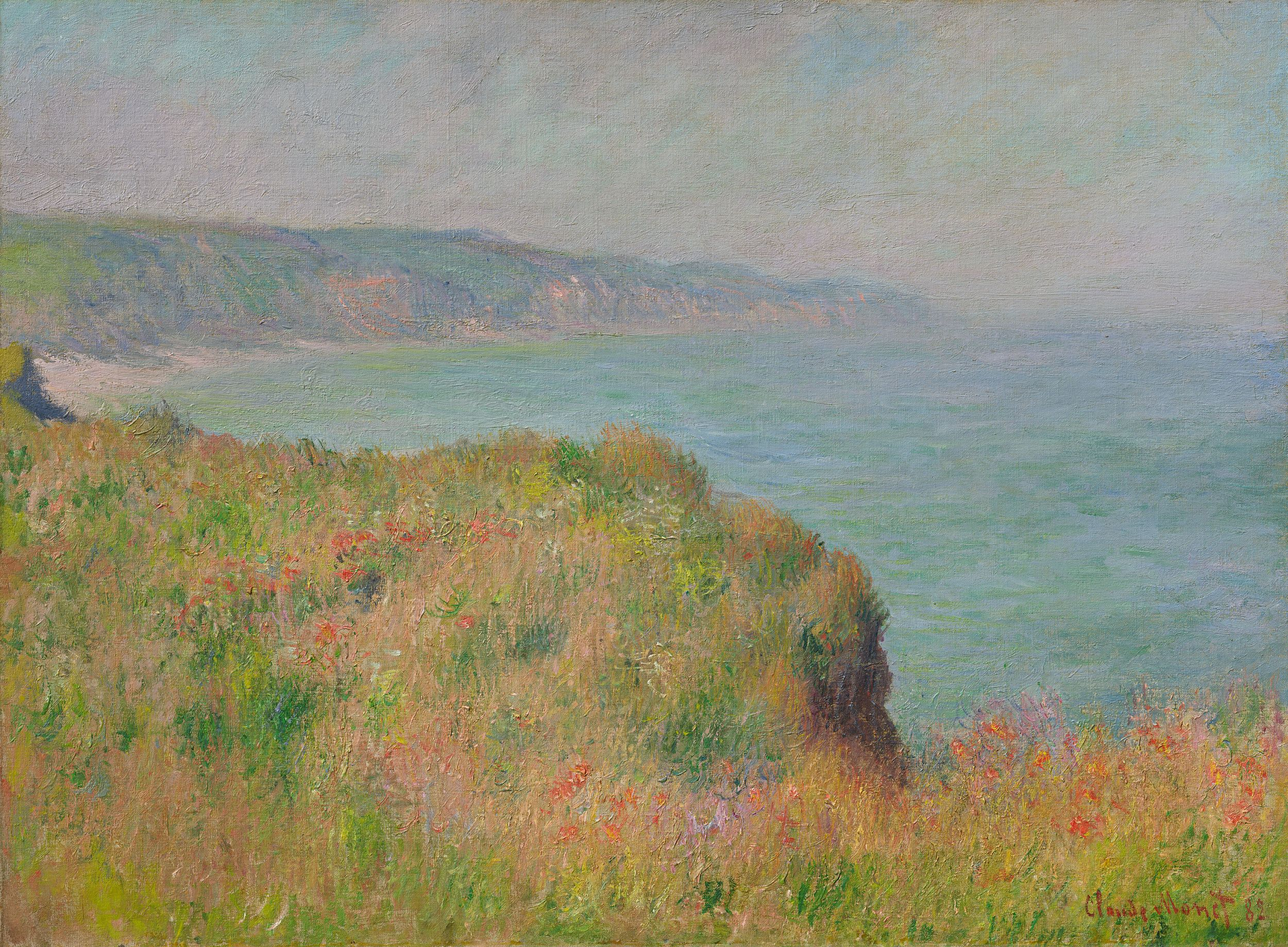
Impressionismus: Farb-, Luft und Texturperspektive. Claude Monet: Kante der Steilküste bei Pourville, 1882.
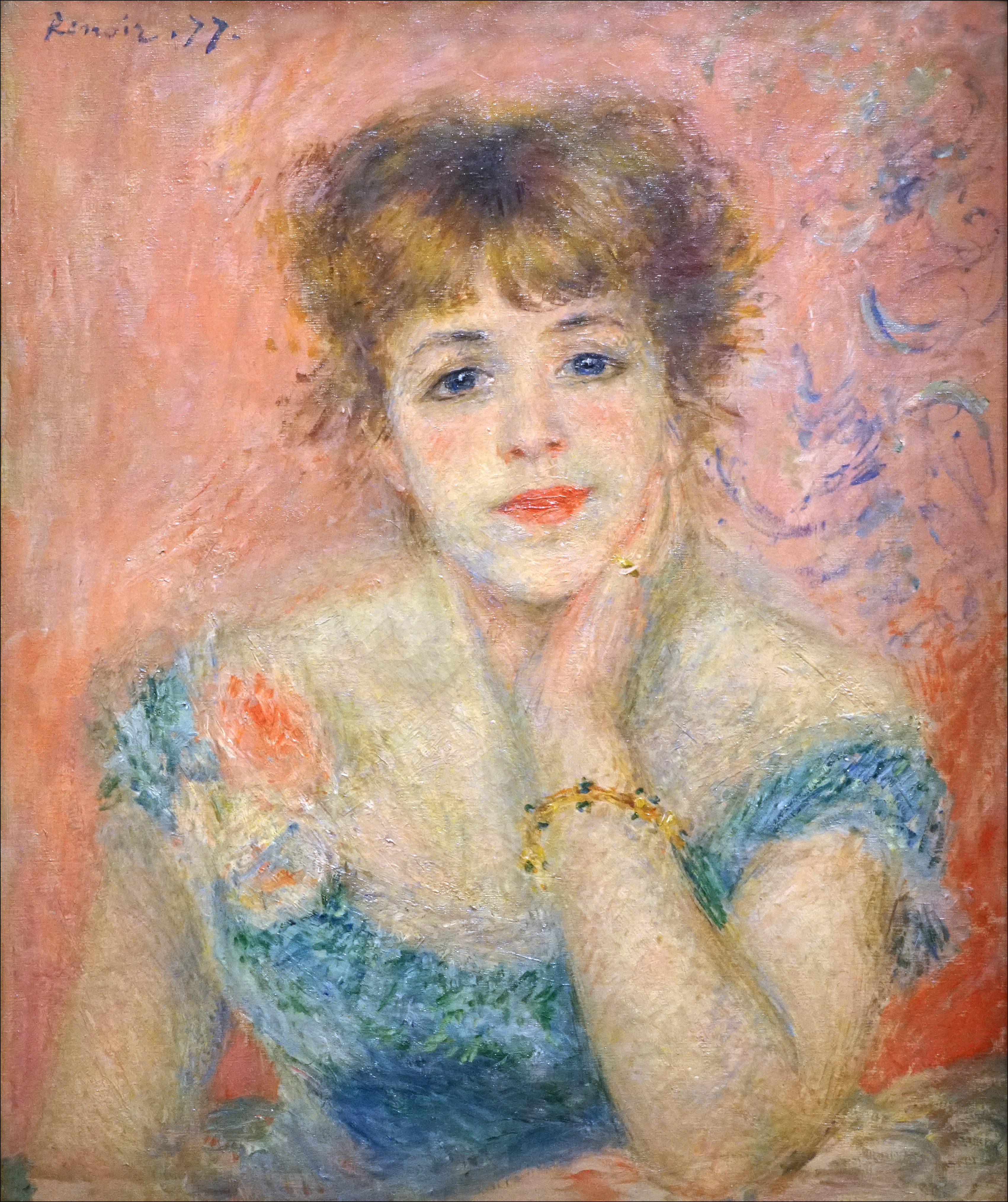
Impressionismus:  Farbige Schatten. Pierre Auguste Renoir: Porträt der Schauspielerin Jeanne Samary, 1877.

## 20. Jahrhundert

### Jugendstil
Die Kunstschaffenden des Jugendstils erzeugten keine illusionistische Tiefenwirkung. Ihre Malerei ist durch Flächigkeit und eine dekorative Gestaltung mit geschwungenen Linien, floralen Mustern, geometrischen Formen, Silhouettenformen und Schattenlosigkeit gekennzeichnet. Damit entstanden flache, harmonische, fast abstrakte Bilder.

### Kubismus
In der kubistischen Malerei sind Objekte und Raum nicht mehr illusionistisch-perspektivisch nach dem Naturvorbild gestaltet. Stattdessen entwickelten Pablo Picasso (1881–1973) und Georges Braque (1882–1963) die Multiperspektive, bei der mehrere Ansichten eines Objektes innerhalb eines einzigen Bildes dargestellt werden, um die Mehrdimensionalität der Wahrnehmung und Komplexität der modernen Welt zu verdeutlichen.

### Expressionismus
In der expressionistischen Malerei werden subjektive Empfindungen und emotionale Zustände durch eine verzerrte und expressive Raumdarstellung verdeutlicht. Die Räume sind oft eng oder schief, wodurch ein Gefühl von Angst, Isolation oder innerer Zerrissenheit ausgelöst wird.

### Surrealismus
Im Surrealismus sind Objekte und Räume illusionistisch-perspektivisch nach dem Naturvorbild gestaltet. Allerdings sind Gegenstände und Räume so absurd, traumähnlich und widersprüchlich kombiniert, dass bei den Betrachtenden eine psychische Irritation entsteht.

### Abstraktion
In der abstrakten Malerei (ab etwa 1900) sollte der ebene Malgrund eine Sache der Ebene bleiben (Flächigkeit) und nicht eine Vortäuschung des dreidimensionalen Raumes.

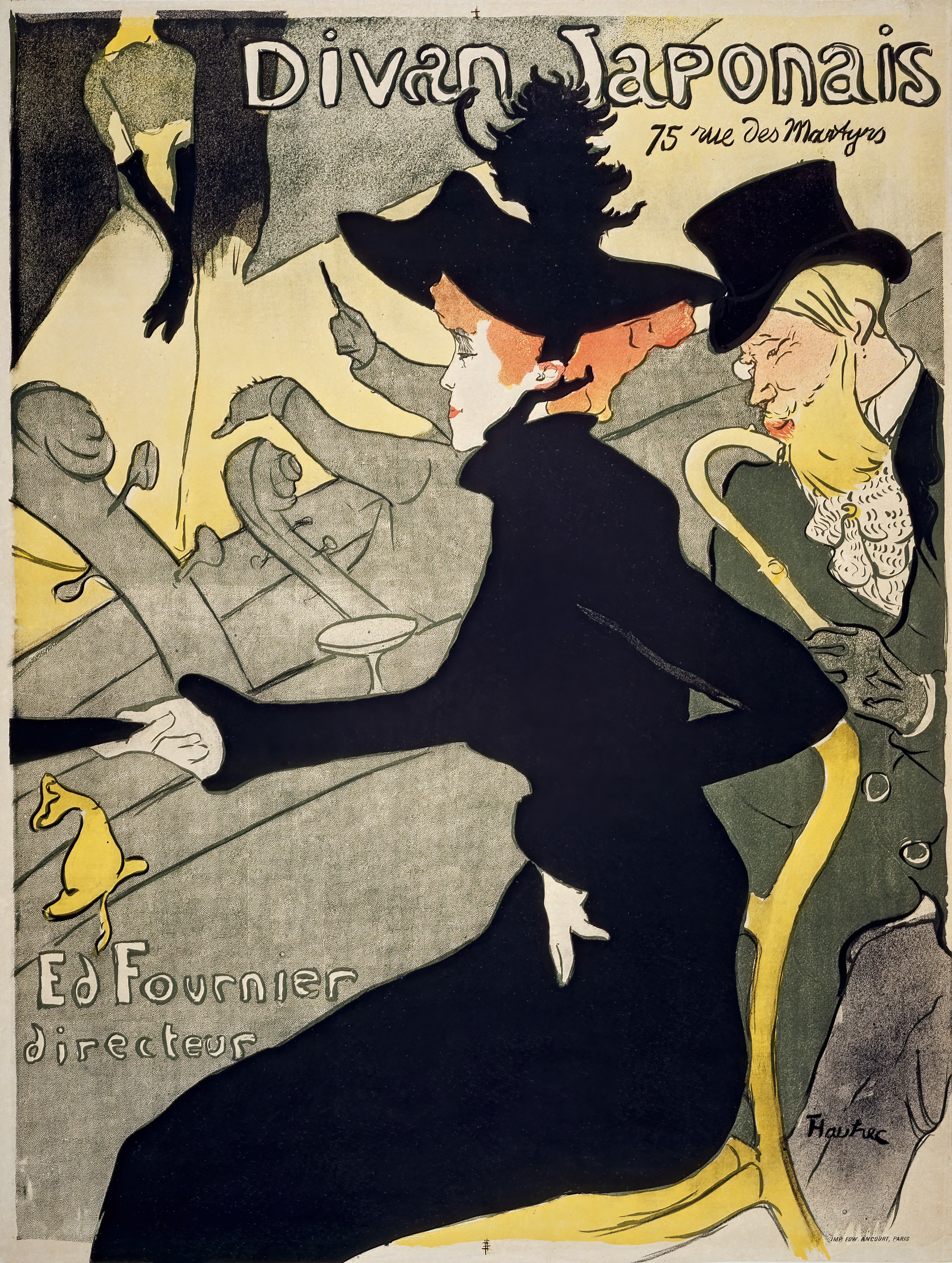
Jugendstil: Flächigkeit und Silhouetten. Henri de Toulouse-Lautrec: Divan Japonais, 1892–1894.
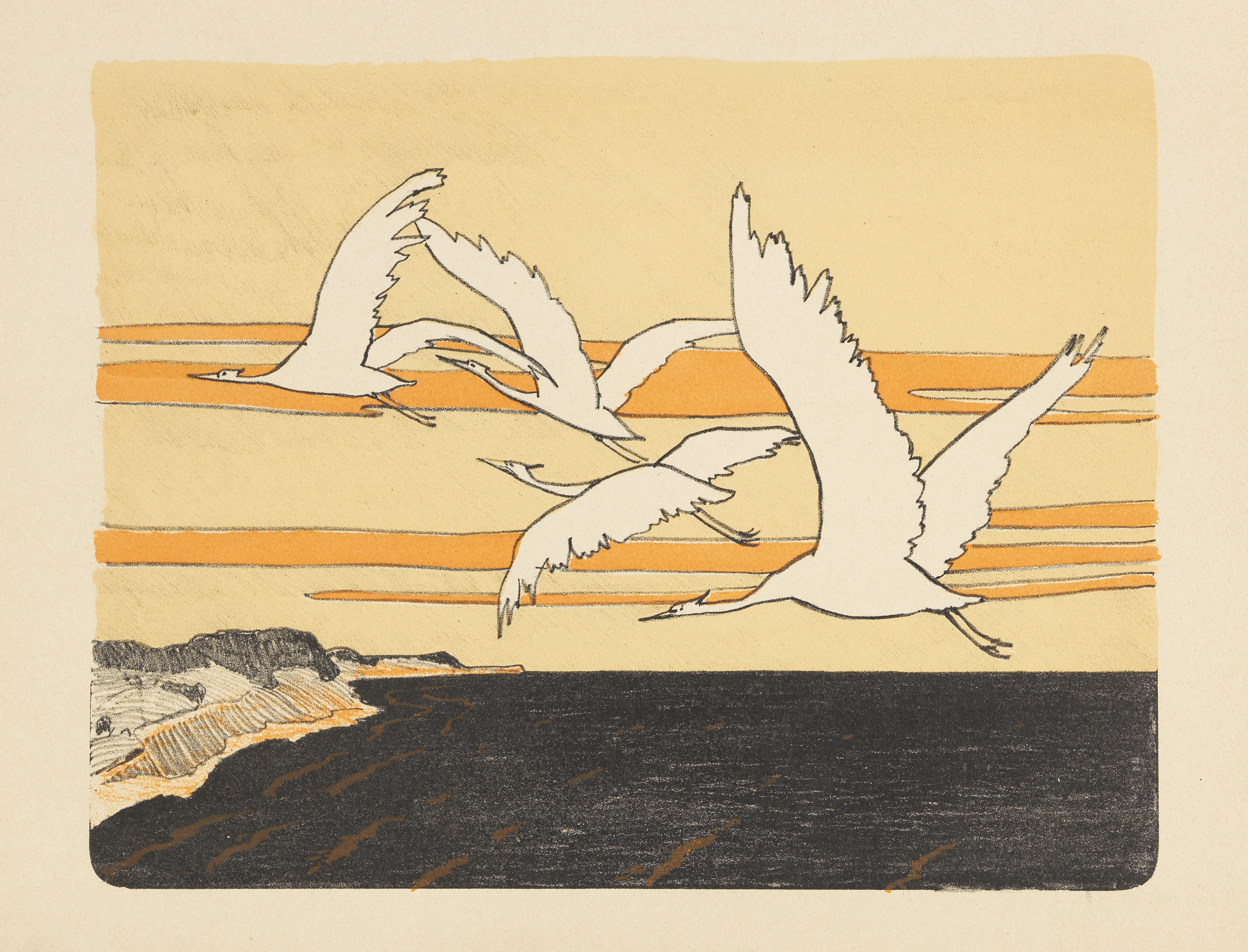
Jugendstil: Flächigkeit. Walter Leistikow: Kraniche, 1898.
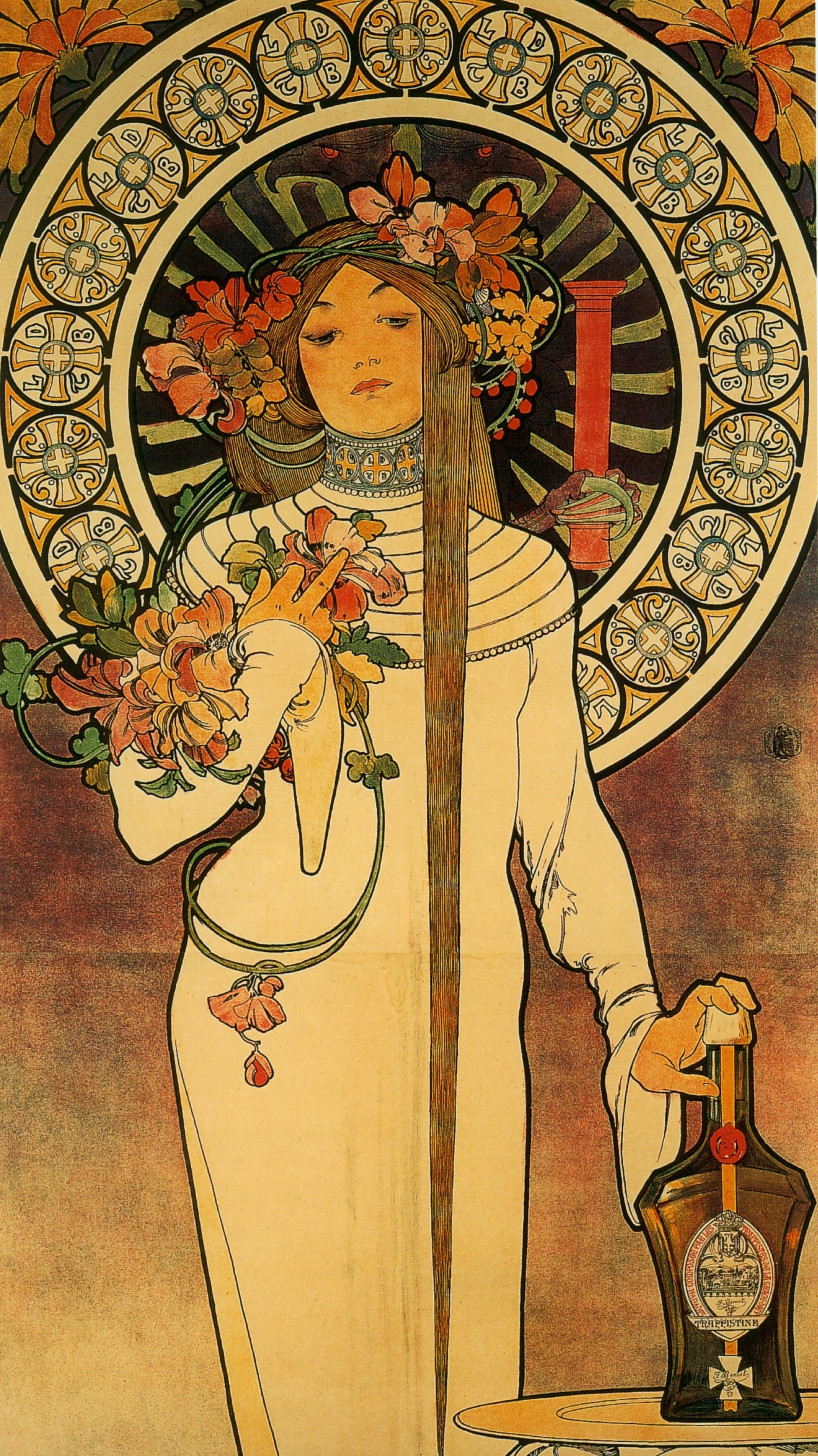
Jugendstil: Flächige geometrische und florale Muster. Alfons Mucha: La Trappistine, Detail, 1897.
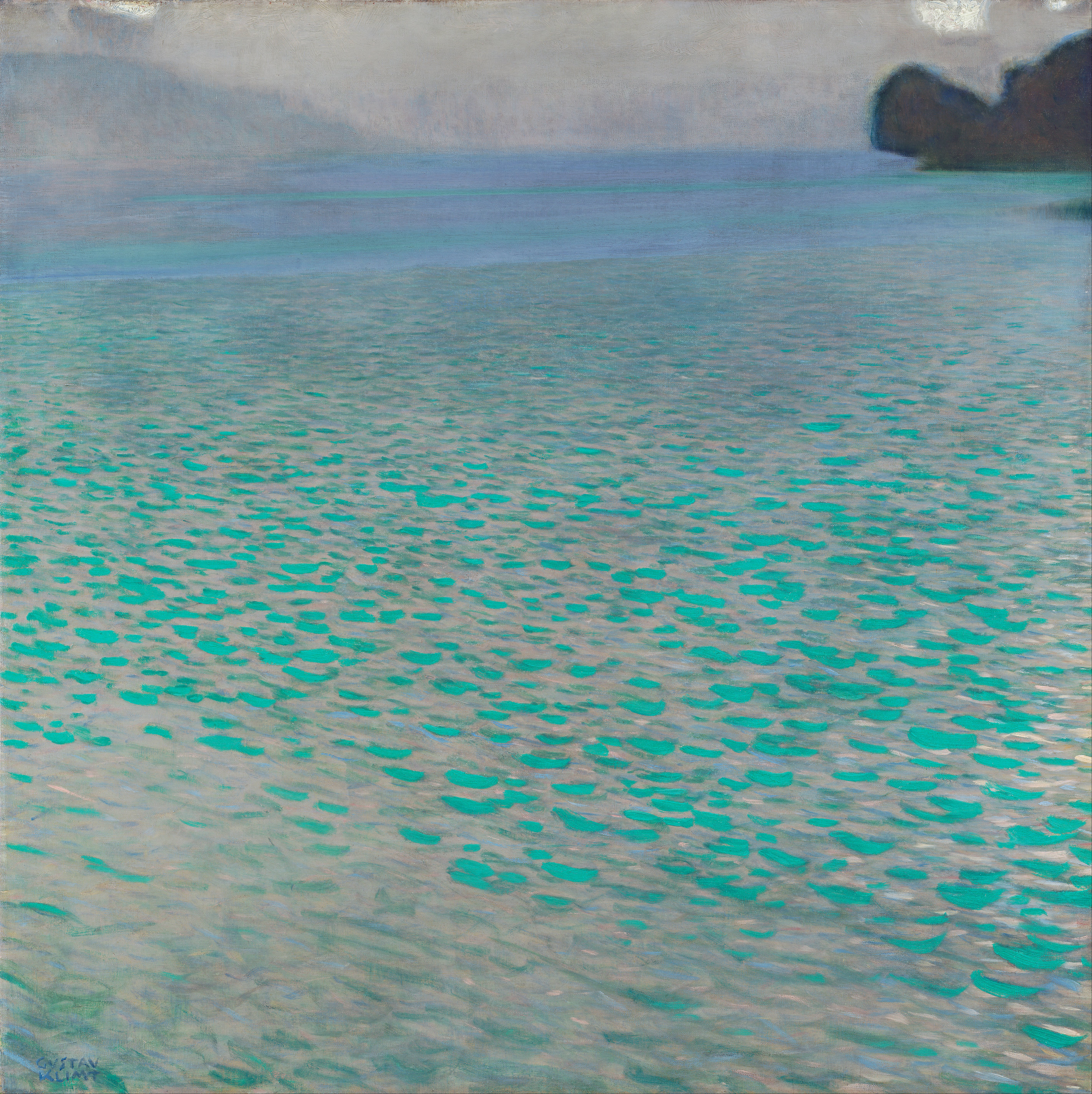
Jugendstil: Flächige, fast abstrakte Landschaft. Gustav Klimt: Am Attersee, 1900.

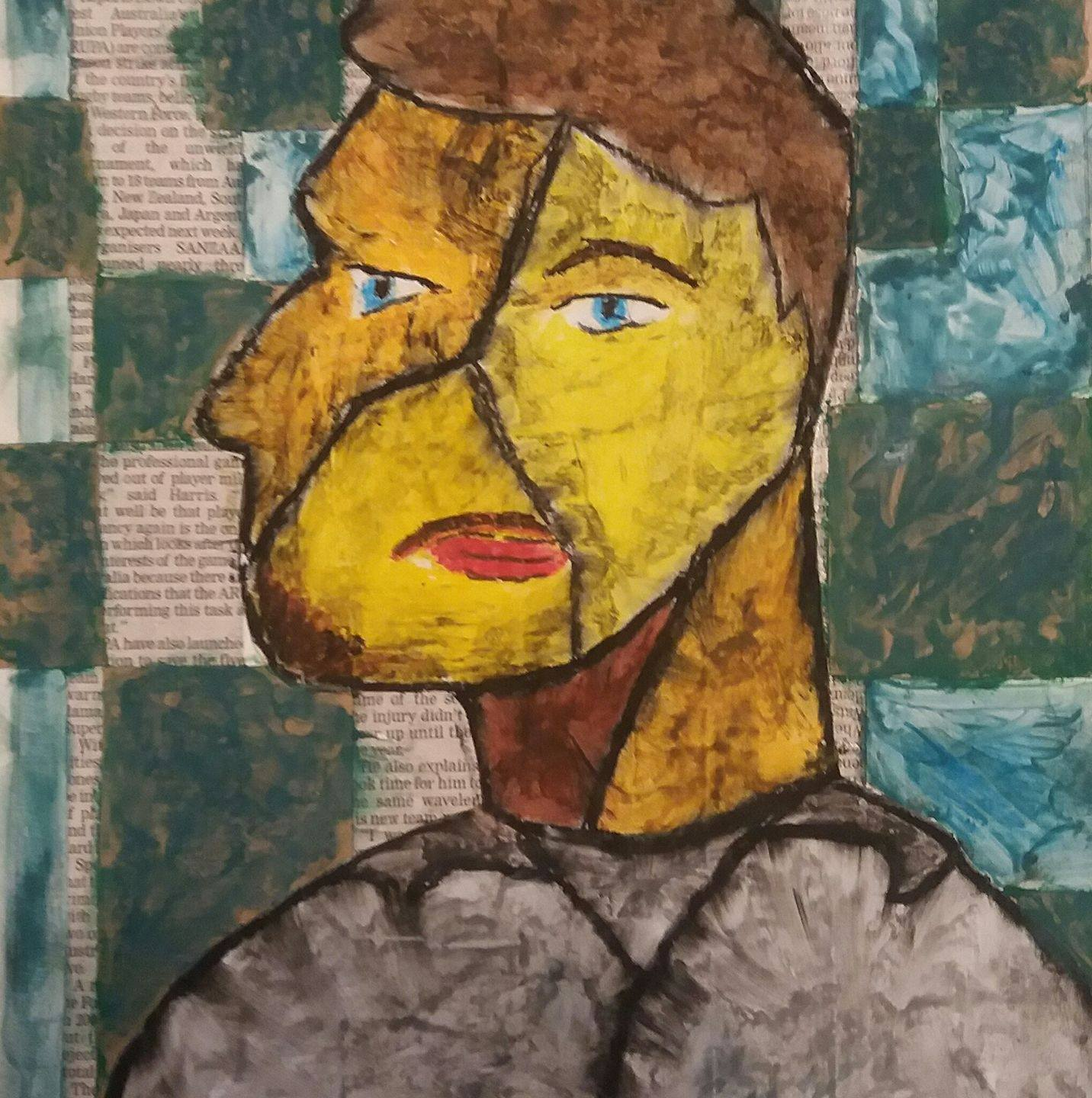
Kubismus: Multiperspektive. Das Gesicht ist teilweise im Profil und von vorne dargestellt. HG Sophy: Selbstportrait, 1919.
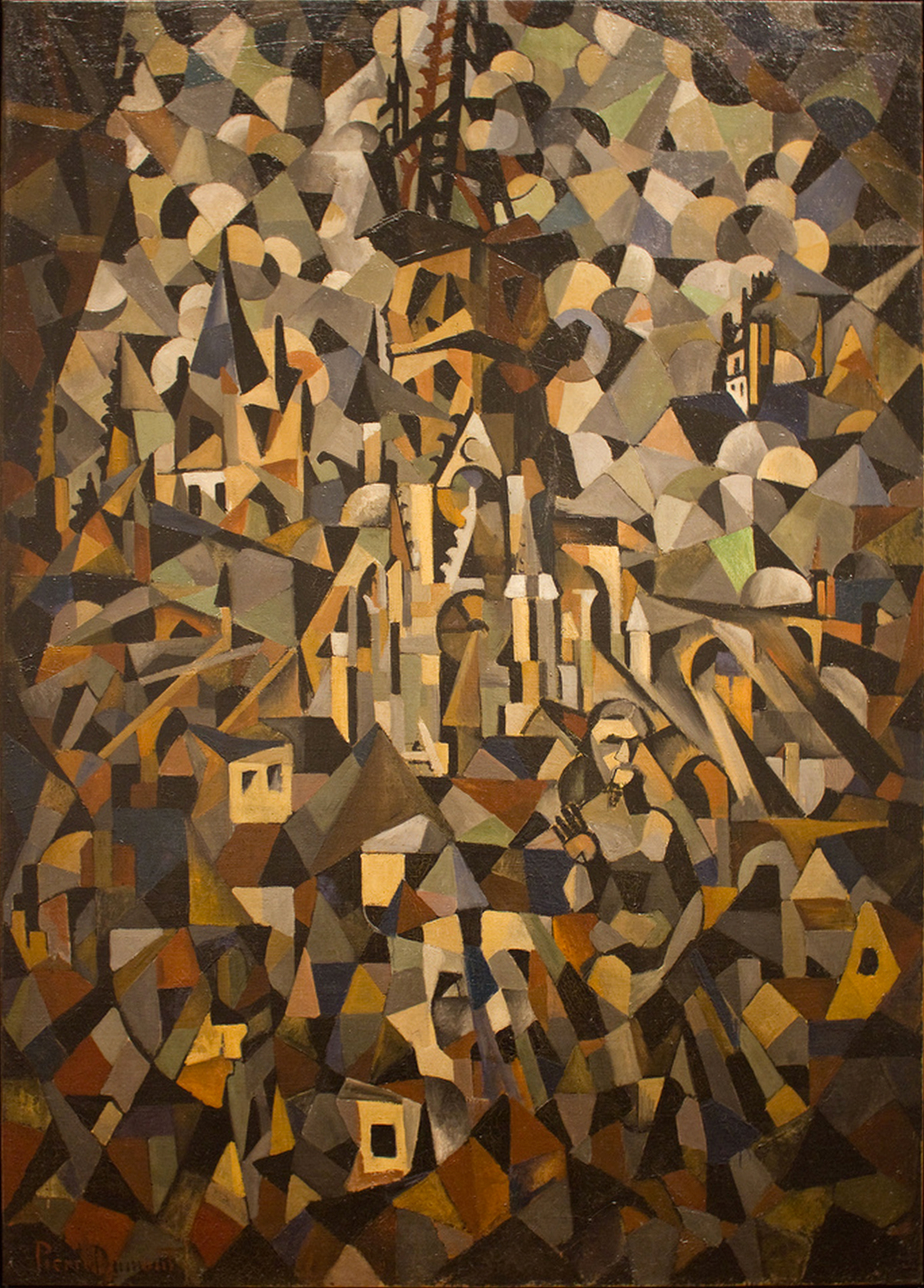
Kubismus: Multiperspektive. Verschiedene, zersplitterte Ansichten von Gebäuden. Pierre Dumont: Kathedrale von Rouen, etwa 1912.
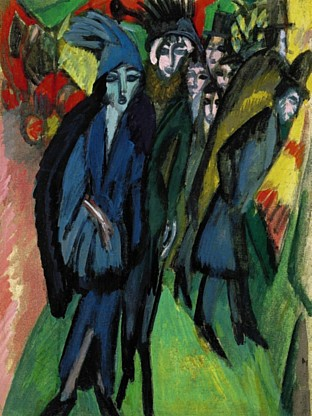
Expressionismus: Verzerrte Raumdarstellung. Ernst Ludwig Kirchner: Straßenszene Berlin, 1914.
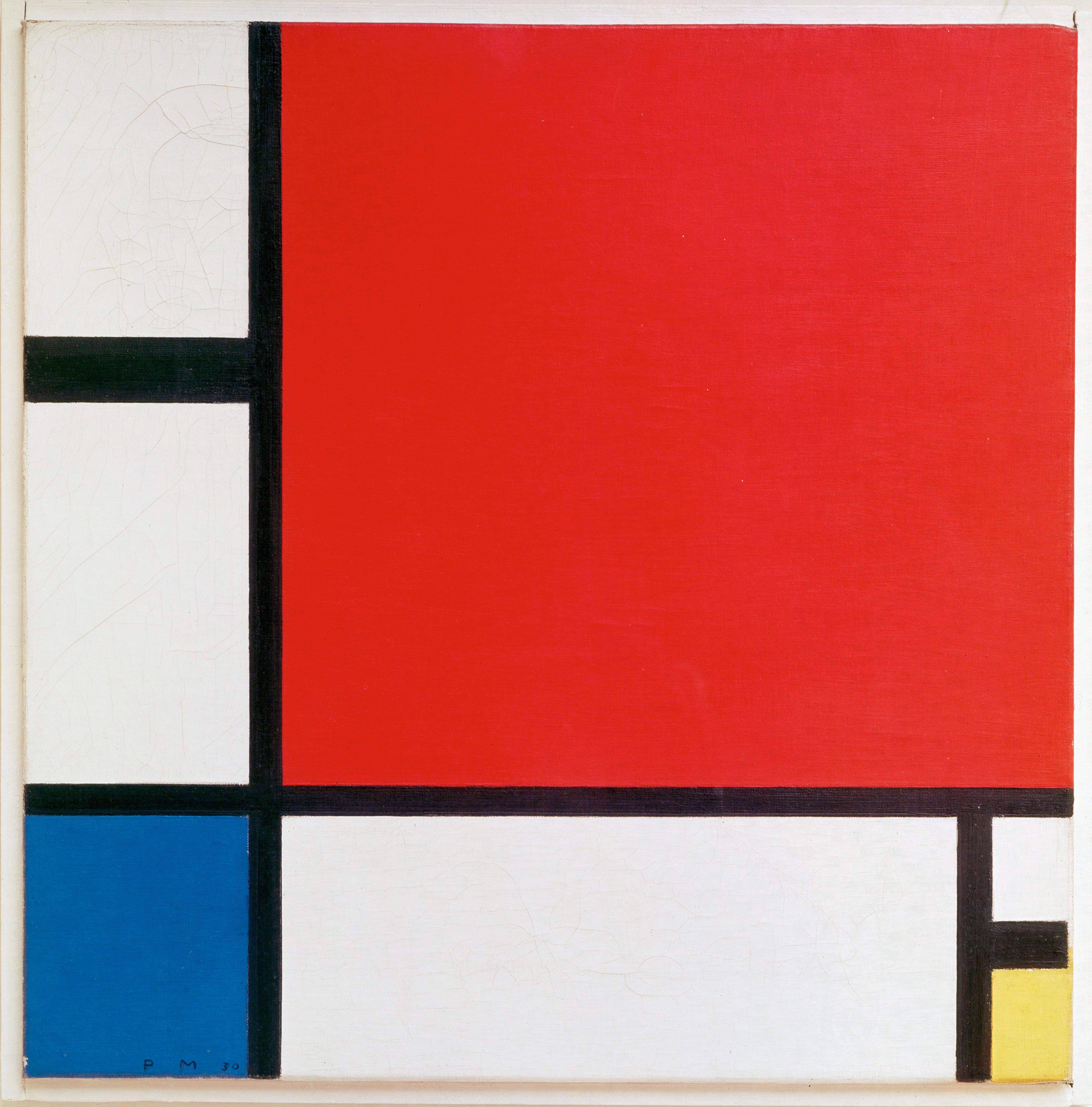
Abstraktion: Flächigkeit. Piet Mondrian: Komposition II, 1929.
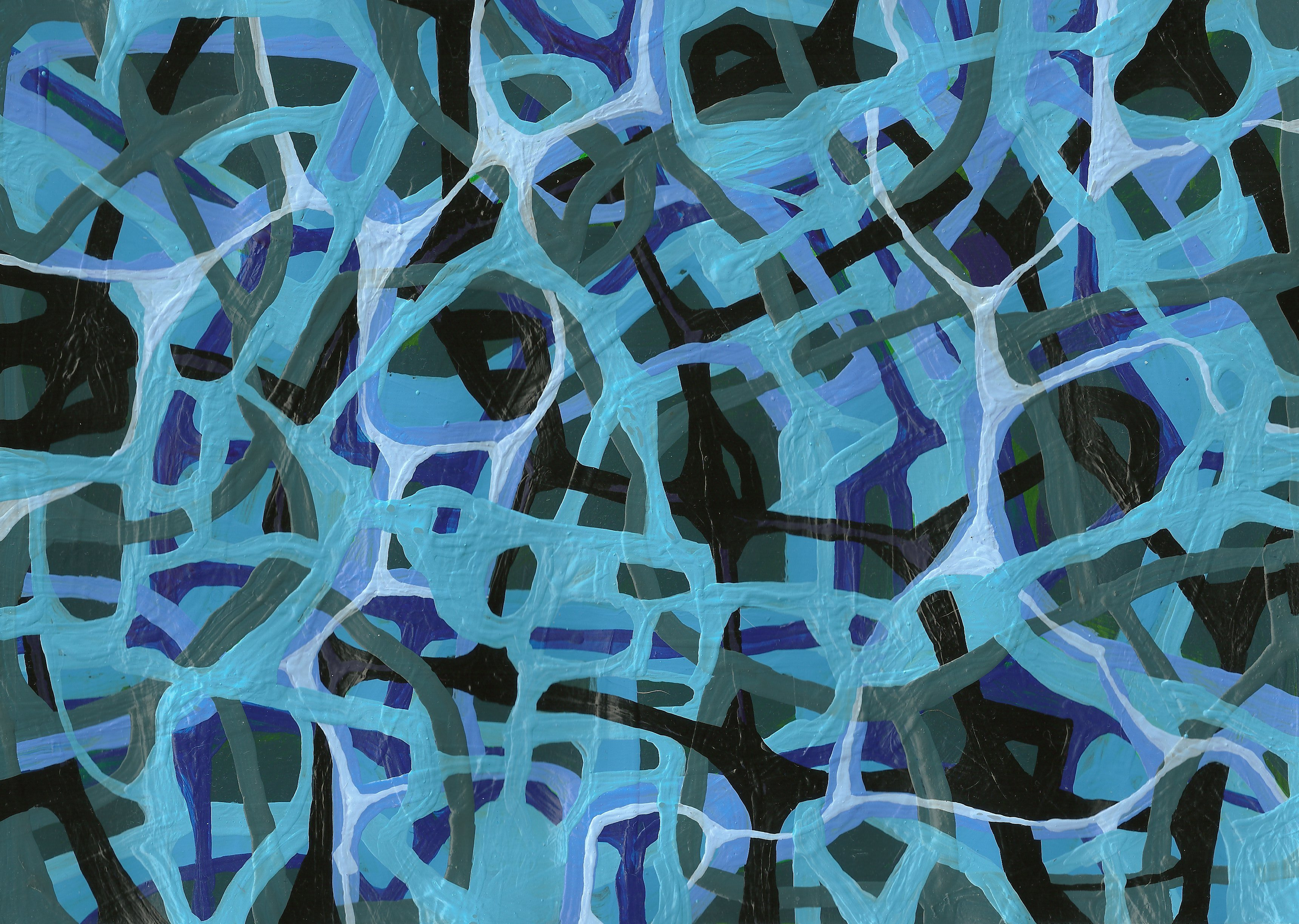
Abstraktion: Geringe Räumlichkeit durch Verdeckungen. Alexander Wladimirowitsch Gluchow: Medica mente – (Behandeln Sie es mit Ihrem Verstand), 2017.
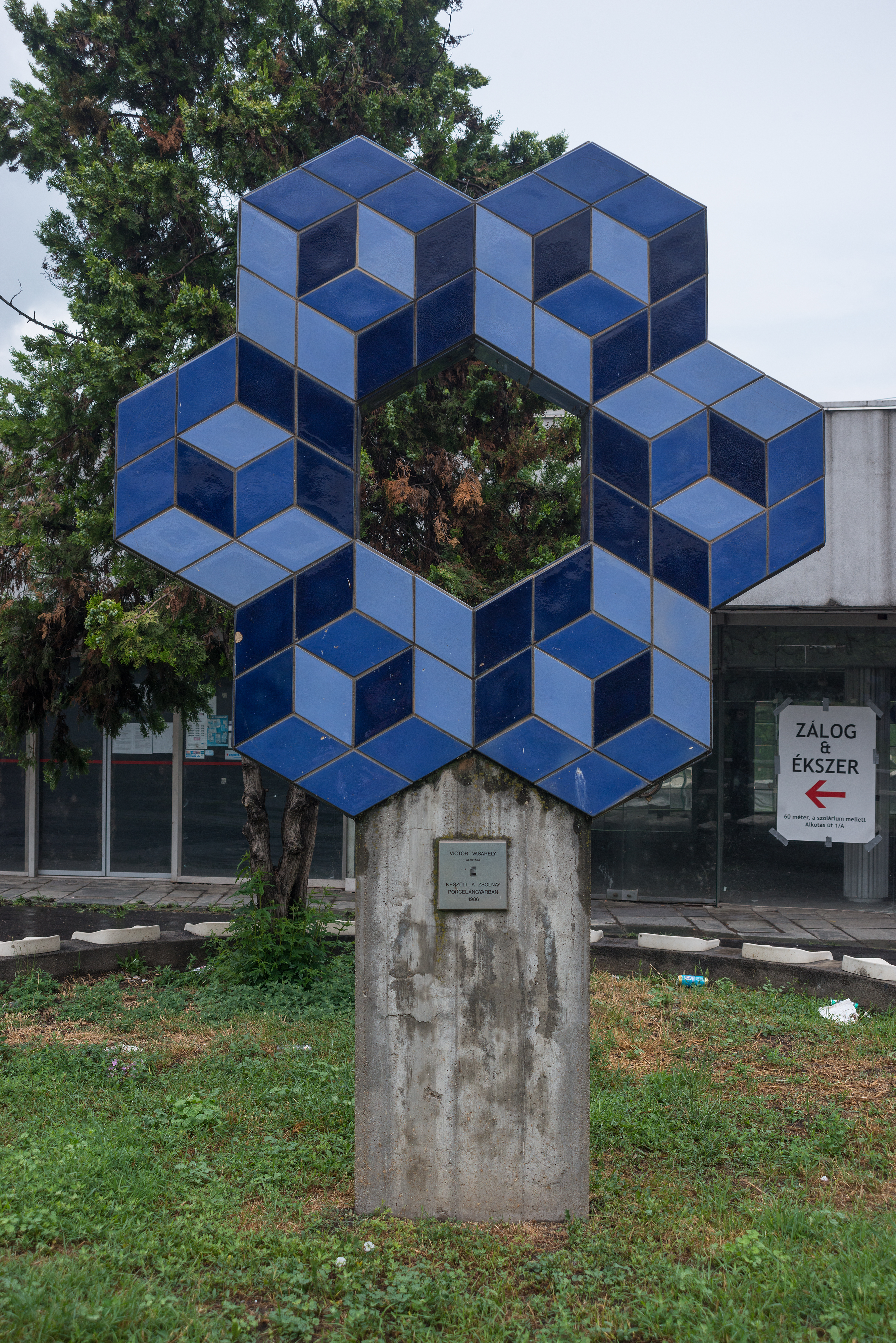
Abstraktion: Parallelperspektivische (isometrische) Kippfiguren. Victor Vasarely: Kunstwerk am Südbahnhof in Budapest, 1986.